# Küche
Die Küche ist ein Raum innerhalb einer Wohnung, einer gastronomischen Einrichtung oder einer Einrichtung der Gemeinschaftsverpflegung, der vorwiegend zur Zubereitung und teilweise zur Lagerung von Speisen genutzt wird. Neben ihrer reinen Funktion als Ort der Zubereitung von Lebensmitteln ist die Küche im Laufe ihrer Entwicklungsgeschichte immer wieder ein bestimmendes Element der Entwicklung von Wohnformen und Abbild gesellschaftlicher Strukturen. Der Begriff Küche leitet sich vom Althochdeutschen chúchina ab, das wiederum auf das spätlateinische cocina/coquina, eine Ableitung von klassisch-lateinisch coquus „Koch“ zurückgeht.
Mit dem Ausdruck Küche wird daneben heute auch die Kücheneinrichtung bezeichnet. Die Kücheneinrichtung umfasst diejenigen Schränke, Großgeräte (Gargeräte, Kühl- und Gefriergeräte), Lüftungs- und Wasserinstallationen, die einen Küchenraum erst zur Küche machen.

## Geschichtliche Entwicklung

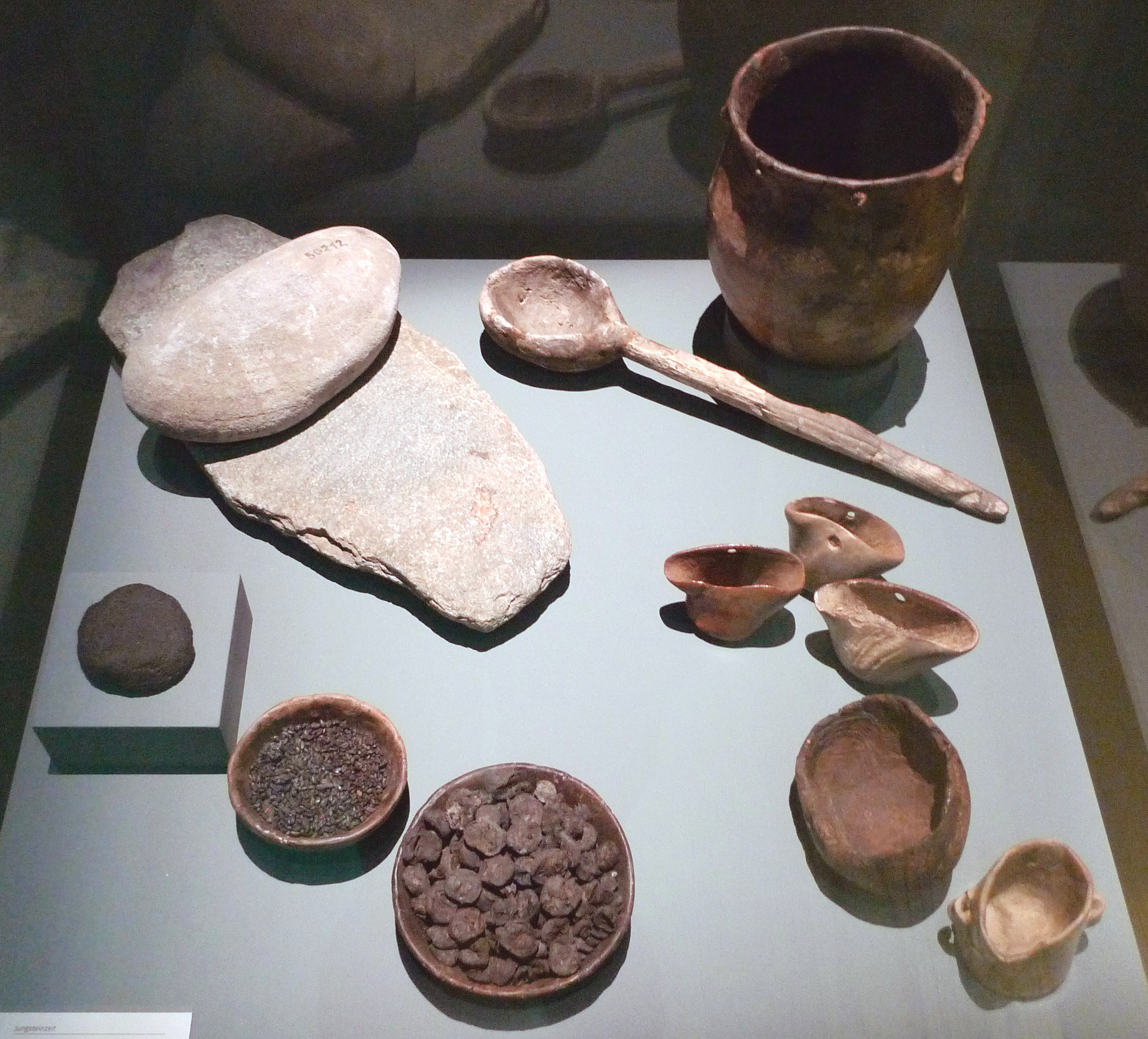
Essen und Kochgerät aus der Jungsteinzeit

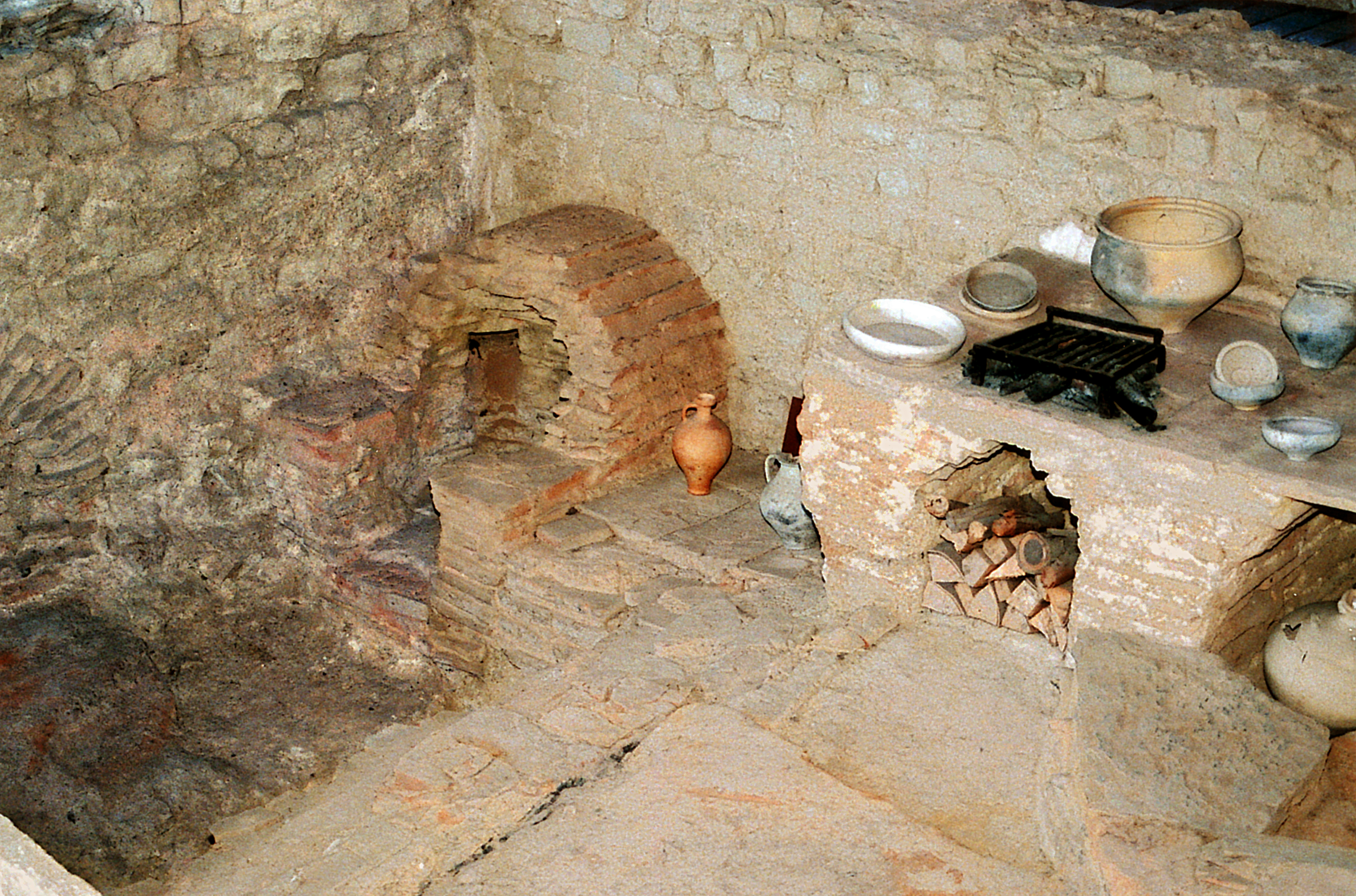
Küche mit Herd und Backofen eines römischen Gasthauses (Mansio) in der Römervilla von Bad Neuenahr-Ahrweiler

### Neolithikum und Antike
Die ersten nachweisbaren Strukturen einer Küche, also ein von einer reinen Feuerstelle unterscheidbarer Bereich zur Nahrungszubereitung, finden sich in Grabungsfunden der vorkeramischen Neolithikum-A-Strukturen Jerichos aus der Zeit um 8350 v. Chr. bis 7370 v. Chr. Diese bestanden aus sehr einfachen Lehmöfen, offenen Feuerstellen und Mahlsteinen in den Innenhöfen der strohgedeckten Lehmhütten dieser frühen Stadtsiedlung. Vermutet wird eine Gemeinschaftsnutzung dieser „Protoküchen“ durch die in den umliegenden Hütten wohnhaften Familiengruppen. In vorkeramischen Epochen gab es noch keine ausreichend widerstandsfähigen Kochgeschirre, deswegen wurde Nahrung entweder am Feuer (über dem Feuer, oder auch in der Asche) gebacken oder gebraten, oder mittels erhitzter Steine in Kalebassen oder Lederschläuchen erhitzt.
In den alten Stadtstaaten Anatoliens wie etwa Çatalhöyük um 7000 v. Chr. wurden Küchen ebenfalls als getrennte Herde und offene Feuerstellen in den Lehmhäusern gefunden. Nach den bislang bekannten Ausgrabungsfunden handelt es sich hier um einfache Lehmöfen, die in abgetrennten Räumen oder in gesonderten Gebäudestrukturen verteilt waren.
In Mesopotamien bestanden die Herde (in akkadisch kinûnu genannt) aus erhöhten Kochstellen aus Lehmziegeln und offenen Feuerstellen, die sich meist im Freien befanden. Weiterhin wurden einfache Öfen (sumerisch tinûnu) verwendet, deren Form und Name zu den heutigen indischen Tandurs oder den arabischen Tannur-Öfen weiterleitet. Brotfladen, das Hauptnahrungsmittel der Mesopotamier, wurde an der Außenseite dieser Tonöfen, aber auch in der Asche auf den Herden gebacken. Durch das warme Klima mussten diese Herde keine zusätzliche Aufgabe als Wärmequelle erfüllen. Keilschrifttafeln der Akkader, die um zirka 1750 v. Chr. datiert sind, geben einen guten Einblick in die Ausstattung dieser Küchen.
Im Griechenland der Antike war die Architektur der Wohnhäuser meist geprägt vom Atrium-Stil, ein überdachter, aber sonst offener Patio diente hier meist als Küche. Nur in den Häusern der wohlhabenden Bevölkerung befand sich die Küche in einem separaten Raum, üblicherweise direkt neben einem Bad, um beide Räume gleichzeitig durch das Küchenfeuer zu erwärmen. Oftmals gab es noch einen kleinen separaten Raum hinter der Küche, um Nahrungsmittel und Küchenutensilien aufzubewahren.
Im Römischen Reich besaßen die einfachen Stadtbewohner meist keine eigenen Küchen. In zunehmendem Maß wurde der Backofen zur Brotzubereitung in den Küchen der Römer durch zentralisierte Bäckereien ersetzt und verschwand aus den Häusern. Zur Zubereitung der Speisen gab es in den Städten große, öffentliche Küchen. In einigen davon befanden sich kleine, mobile Herde aus Bronze, auf denen ein Feuer zum Kochen entfacht werden konnte. Die Küchen der wohlhabenden Römer waren verhältnismäßig gut eingerichtet. In einer römischen Villa war die Küche üblicherweise ein Teil des Hauptgebäudes, jedoch als separater Raum angelegt. Dies geschah zum einen aus praktischen Gründen, um die Rauchentwicklung einzuschränken, zum anderen aus soziologischen Gründen, da die Küche ausschließlich durch Sklaven bewirtschaftet wurde. Die Feuerstelle befand sich typischerweise auf dem Boden an einer Wand, manchmal etwas erhöht, so dass man auf den Knien kochen konnte. Abzüge oder Schornsteine gab es nicht.

### Mittelalter

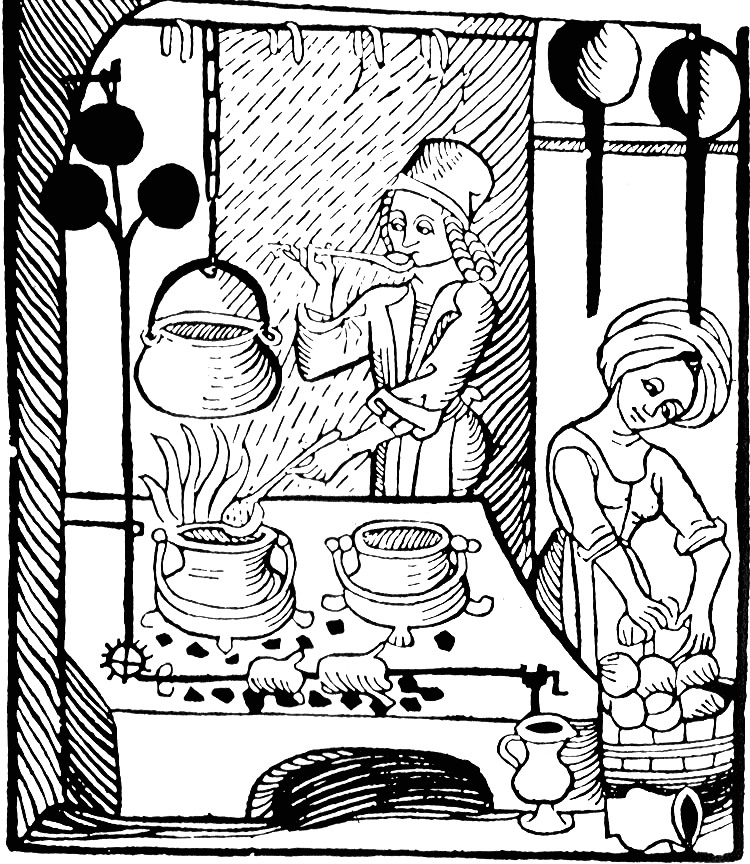
Mittelalterliche Küche mit Herdofen und Bratenwender, Darstellung um 1505

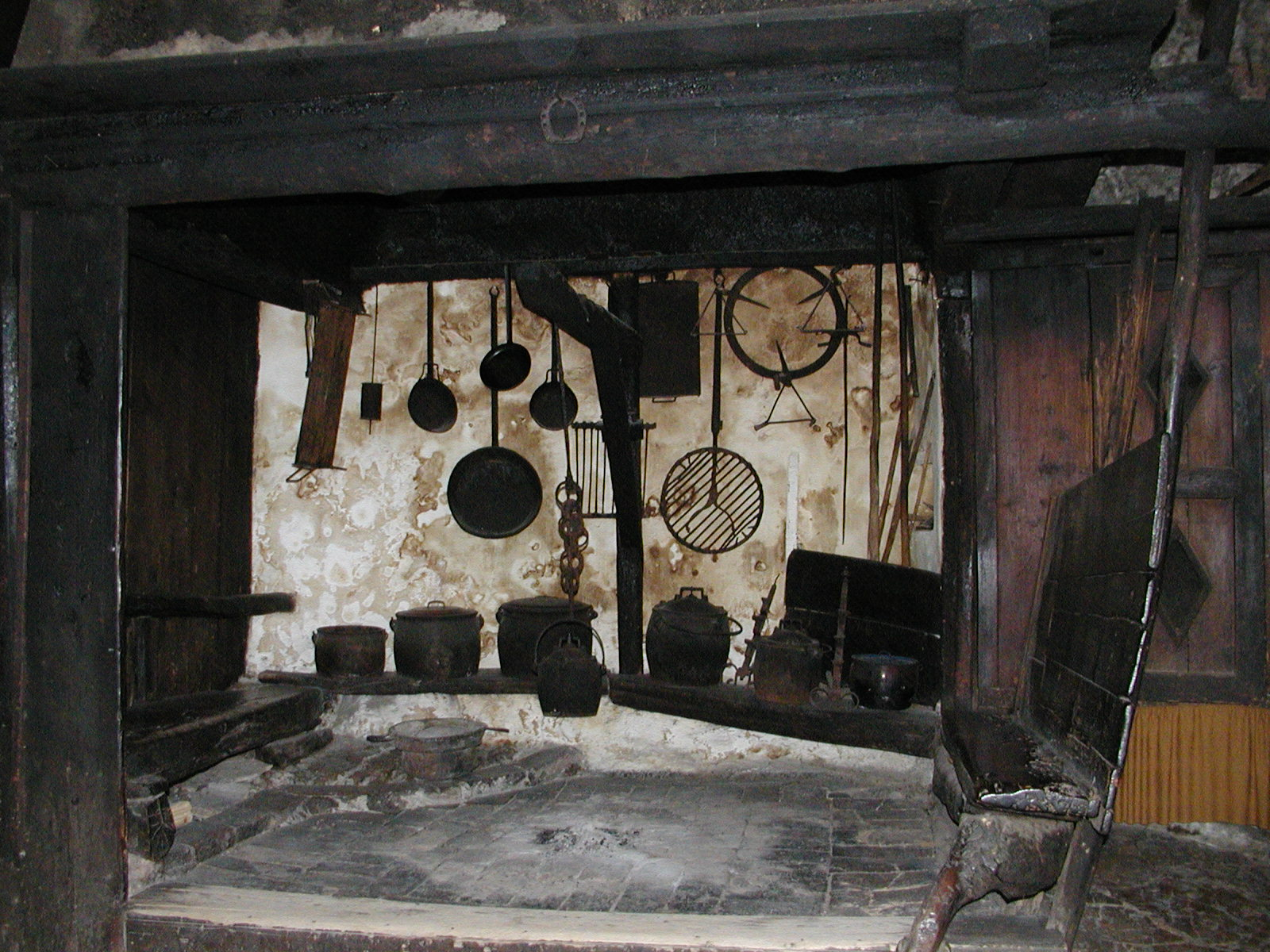
Alte Schwarzküche mit Küchengerät

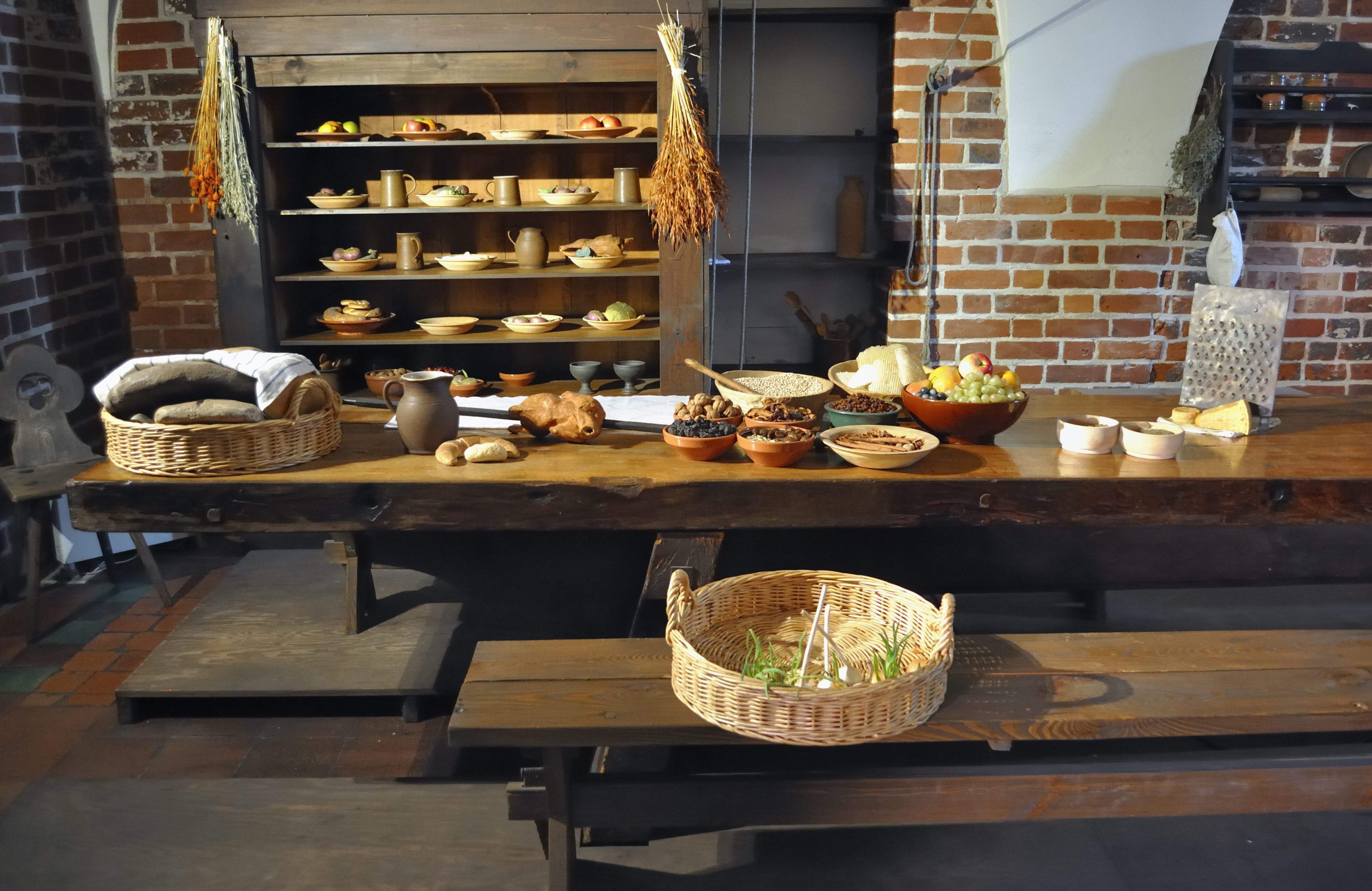
Alte Küche der Marienburg

Frühe europäische Langhäuser besaßen keine eigene Küche, sondern eine offene Feuerstelle unter dem höchsten Punkt des Gebäudes. Zwischen dieser meist vertieften und mit Steinen ausgekleideten Feuerstelle und dem Eingangsbereich des Hauses befand sich der „Küchenbereich“, in dem die Speisen vorbereitet wurden, hier war meist auch der Platz für die Reibemühle. An Stelle eines Kamins diente ein Loch im Dach als Abzug für den Rauch. Neben dem Kochen diente diese Feuerstelle auch als Wärme- und Lichtquelle dieser Einraumhäuser. Ähnliche Bauformen finden sich in Langhäusern späterer Kulturen wie etwa bei den Irokesen Nordamerikas.
In den größeren Heimstätten der europäischen Adligen war die Küche oft in einem separaten und teilweise vertieften Gebäude um das Repräsentationszwecken dienende Haupthaus vom Rauch frei zu halten. In den Motten des 9. Jahrhunderts konnte dieses Gebäude auch in der Vorburg gelegen sein.
Die ersten bekannten Herdöfen Japans stammen aus der Kofun-Zeit (3.–6. Jahrhundert). Diese Herde (Kamado genannt) bestanden aus Mörtel und Ton. Sie wurden durch ein Loch in der Vorderseite befeuert und hatten auf der Oberseite eine weitere Öffnung in die ein Topf mit seinem Rand eingehängt werden konnte. Diese Herdöfen wurden verwendet um zum Beispiel Reis zu kochen. Diese Art Herdöfen blieb für Jahrhunderte in Benutzung. Als Zweitherd (namens irori) diente eine offene Feuerstelle, welche mit Holzkohle befeuert wurde. Auf dieser wurden Beilagen zubereitet und sie diente ebenfalls als Wärmequelle. Derartige Feuerstellen finden sich bis in die Edo-Zeit (17.–19. Jahrhundert).
Während des gesamten Zeitraums des Mittelalters blieb die Küche von den architektonischen Veränderungen der Zeit weitgehend unberührt. Offenes Feuer war die einzige Methode Nahrungsmittel zu erwärmen. Europäische Küchen waren dunkel, verrußt und rauchig. Daher ihre gebräuchlichen Namen „Rauchküche“ oder „Schwarzküche“. In den europäischen Städten des 10.–12. Jahrhunderts nutzten die Küchen immer noch eine offene Feuerstelle in der Mitte des Raumes. In reichen Haushalten wurde die Küche oft in den ersten Stock verlegt, da im Erdgeschoss Stallungen und Lagerräume eingerichtet waren. In Schlössern und Klöstern waren die Küchen und Arbeitsräume von den Wohnquartieren getrennt, dadurch konnte der Herd nicht mehr als Wärmequelle genutzt werden, was zur Verbreitung von Frühformen des Kachelofens führte. Nicht zuletzt die in Klöstern vorhandenen klassischen Werke römischer Schriftsteller führten dort zur Übernahme antiker Bauformen und Bauweisen, wie etwa im Kloster St. Gallen mit mehreren Großküchen, Brauereien und Spezialanlagen zur Nahrungszubereitung für größere Pilgergruppen.
Zur selben Zeit wurde in japanischen Häusern die Küche ein separater Raum innerhalb des Gebäudes.
Durch das Aufkommen des Kamins wurde der Herd von der Mitte des Raumes an eine Wand verlegt und es entstanden die ersten gemauerten Ziegelherde. Das Feuer wurde auf der Herdfläche entzündet und ein Hohlraum unter dem Herd diente als Lager- und Trockenplatz für das benötigte Feuerholz. Um den Rauch in den Kamin zu leiten, wurde ein sogenanntes Zugfeuer benutzt, bei dem ein kräftiger Holzscheit für einen Warmluftstrom sorgte, der nach oben in den Kamin zog und den Rauch durch den Rauchfang abziehen ließ. Die früher fast ausschließlich verwendeten Keramiktöpfe wurden mehr und mehr durch Töpfe aus Eisen, Bronze und Kupfer, als Hängekessel oder als Dreibeintöpfe, sogenannte Grapen ersetzt. Gekocht wurde am Kesselhaken über dem Feuer, dabei wurde der Topf an einer Kesselsäge aufgehängt und bei Bedarf höher oder tiefer gehängt. Weiter wurden Töpfe und Pfanne auf eisernen Dreibeinen, den Pfannenhunden über das Feuer oder in die glühende Asche gestellt. Damit konnte die Temperatur gegenüber früheren Herdarten besser kontrolliert werden, was zu einer Weiterentwicklung der Kochkunst und ebenso zu einer Weiterentwicklung der Kücheneinrichtung führte. Der Kamin erfüllte gleichzeitig die Aufgabe einer Räucherkammer, in ihm wurden Würste und Schinken „in den Rauch gehängt“.
Braten, Geflügel und andere Speisen wurden nach wie vor auch am Spieß über offenem Feuer oder der Glut zubereitet. Leonardo da Vinci erfand einen mechanischen Drehspieß, der mittels eines im Kamin befindlichen Windrads und der aufsteigenden Warmluft den Bratspieß drehte. Dieses System fand während der Renaissance eine weite Verbreitung in reicheren Häusern.
Während des gesamten Mittelalters war das Kochen mit offenem Feuer in den Küchen besonders in den Städten mit ihren dicht an dicht stehenden Holzhäusern immer wieder ein Ausgangspunkt für große Feuersbrünste und damit eine Gefahr für die Stadt und ihre Bewohner. Deswegen wurden Vorschriften erlassen die diese Gefahr minimieren sollten. In alten Chroniken werden die Folgen derartiger Feuer drastisch geschildert.
Mit Beginn des Spätmittelalters verloren die Küchen in Europa weitgehend ihre Heizungsfunktion. Die Feuerstelle in der Küche wurde mehr und mehr durch Kachelöfen ersetzt, welche zwar noch immer von der Küche aus befeuert wurden, jetzt aber im Nebenraum, also der Wohnstube standen. Damit war dieser Raum rauchfrei und konnte als Repräsentationsraum und zur Darstellung des eigenen Reichtums genutzt werden. In den Gebäuden der Oberklasse wurde das Kochen von den Bediensteten ausgeführt und die Küche daher mehr und mehr von den Essräumen entfernt. Teilweise wurden daher vor allem in Schlössern und Burgen einfache Speisenaufzüge eingerichtet, um die fertigen Speisen von der Küche in die Essräume zu schaffen. In einfacheren Häusern hielt sich die Einraumlösung sehr lange oder man nutzte eine Küche im Eingangsbereich des Hauses. Manche Häuser besaßen auch eine Schwarzküche in einem separaten Anbau.
Die mittelalterliche Schwarzküche blieb über eine lange Zeit besonders als Bauernküche, oder in den Häusern der Armen erhalten. In einigen, hauptsächlich ländlichen Gebieten waren derartige Küchen noch bis in die Mitte des 20. Jahrhunderts in Benutzung. Häuser dieser Bauform haben oft nur einen mit Holz und Lehm verkleideten, sehr einfachen Kamin, der den Rauch direkt in den Dachstuhl leitet. Dort befindet sich die Räucherkammer in der Würste und Schinken im Rauch hängen, dabei kalt geräuchert werden. Der Rauch wirkt zusätzlich als gutes Imprägnierungsmittel für die Holzbalken des Dachgestühls gegen Schädlinge.

### Renaissance und Übergang zum Barock

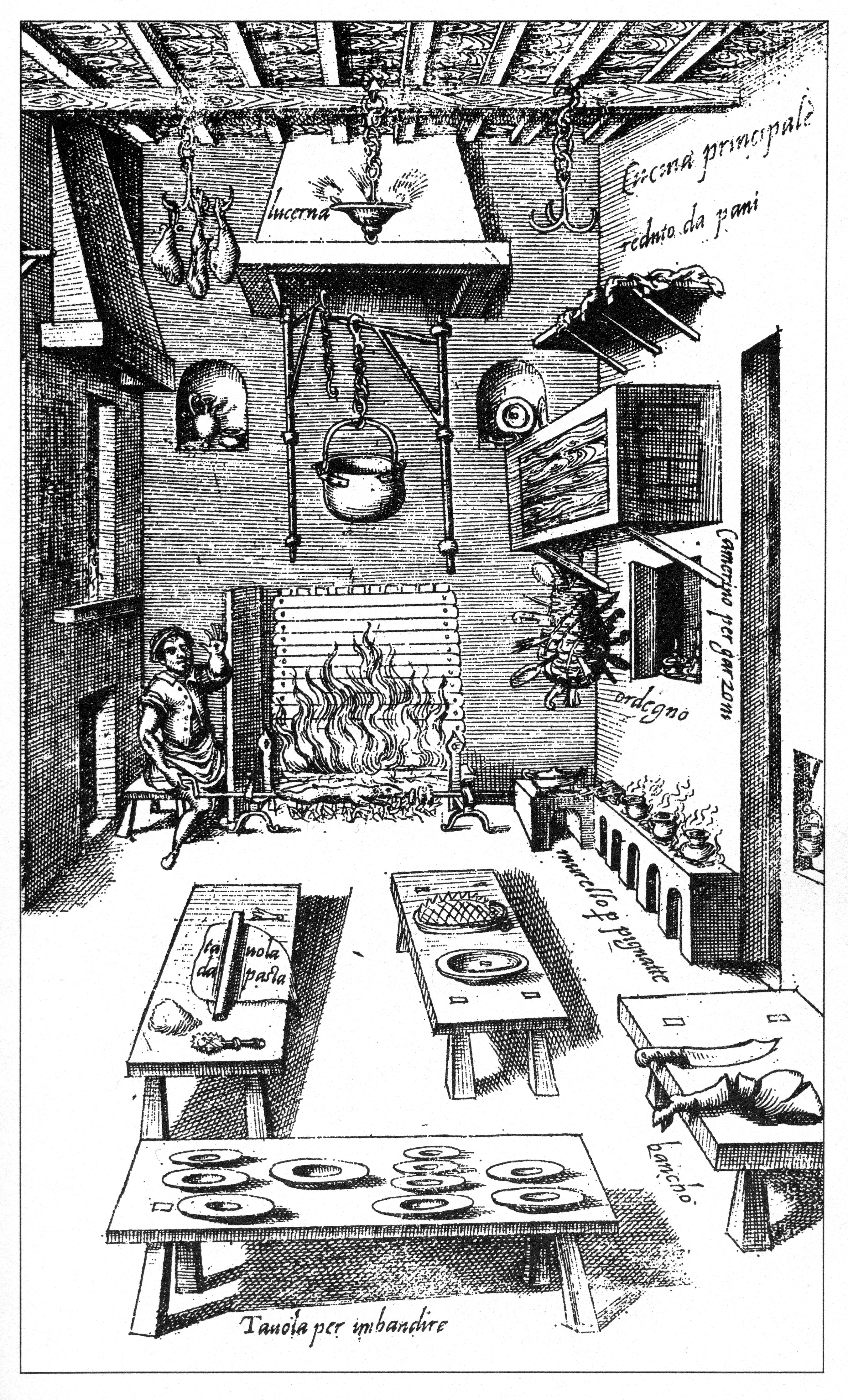
Abbildung der cucina principale (Hauptküche) um 1570 in Bartolomeo Scappis Opera. Gebraten wird über dem offenen Feuer, rechts stehen Töpfe auf dem murello per pignate. Auf den Tischen wird pasta zubereitet und Fleisch zerlegt.

Für die Küche der einfachen Bevölkerung änderte sich wenig bis nichts, nach wie vor wurde die gemauerte, offene Feuerstelle mit dem hohen Abzug in einem abgetrennten Bereich des Hauses benutzt.
In herrschaftlichen Häusern spiegelt die Küche den Beginn einer Änderung des Lebensstils wider. Repräsentation und Darstellung wurde zum stilbildenden Element und auch die Küchen reflektieren diesen Wandel. Anhand der überlieferten Kochbücher aus dieser Zeit und der darin enthaltenen Gerichte (die natürlich Gerichte aus dem höfischen und gutbürgerlichen Umfeld waren, da aus bäuerlichen Küchen der Zeit keine Rezepte schriftlich überliefert wurden) kann die erweiterte Ausstattung der Renaissance-Küchen rekonstruiert werden.
Diese umfassen jetzt nicht nur den Tischherd mit einem System von Bratspießen für unterschiedliche Aufgaben, sondern auch oft einen separaten Backofen für Pasteten und Kuchen, Waschbecken zur Zurichtung von Wurzelwerk und Fischen, große Mörser, in denen Speisen und Gewürze zerstoßen werden konnten (etwa Geflügelfleisch für eine Blancmanger, oder geschälte Mandeln für Mandelmilch, eine wichtige Zutat für Fastenspeisen). Dazu finden sich jetzt erste Anzeichen von speziell gefertigten Küchenmöbeln in Form von Regalen und Ablagen für Schalen, Teller, Küchengeräte und Werkzeug (siehe Küchenbuffet).
Ab dem 16. Jahrhundert wurde mit neuen Formen experimentiert, um die Energieeffizienz zu steigern und Brennholz zu sparen. So kam es in Deutschland zur Einführung des eisernen Herdes mit Kupferplatte, in denen Töpfe und Pfannen eingesetzt wurden. In den Burg- und Schlossküchen Italiens und Frankreichs wurden die Töpfe auf einem separaten, länglichen Ofen beheizt, der entsprechend als murello per pignate (wörtlich „Mäuerchen für Tontöpfe“) bzw. potager (Nomen Agentis von potage, eine feinere Suppe) oder fourneau („kleiner Ofen“) bezeichnet wurde. Als Brennstoff diente die heiße Holzkohle aus dem Herd. Auch in den Küchen des Hampton Court und der Prager Burg sind solche Öfen erhalten. Dies machte allerdings neue, flache Topfformen nötig, da die bislang genutzten Dreibeingrapen nicht mehr eingesetzt werden konnten. In bürgerlichen und bäuerlichen Küchen blieb die offene Feuerstelle bis ins 19. Jahrhundert üblich.

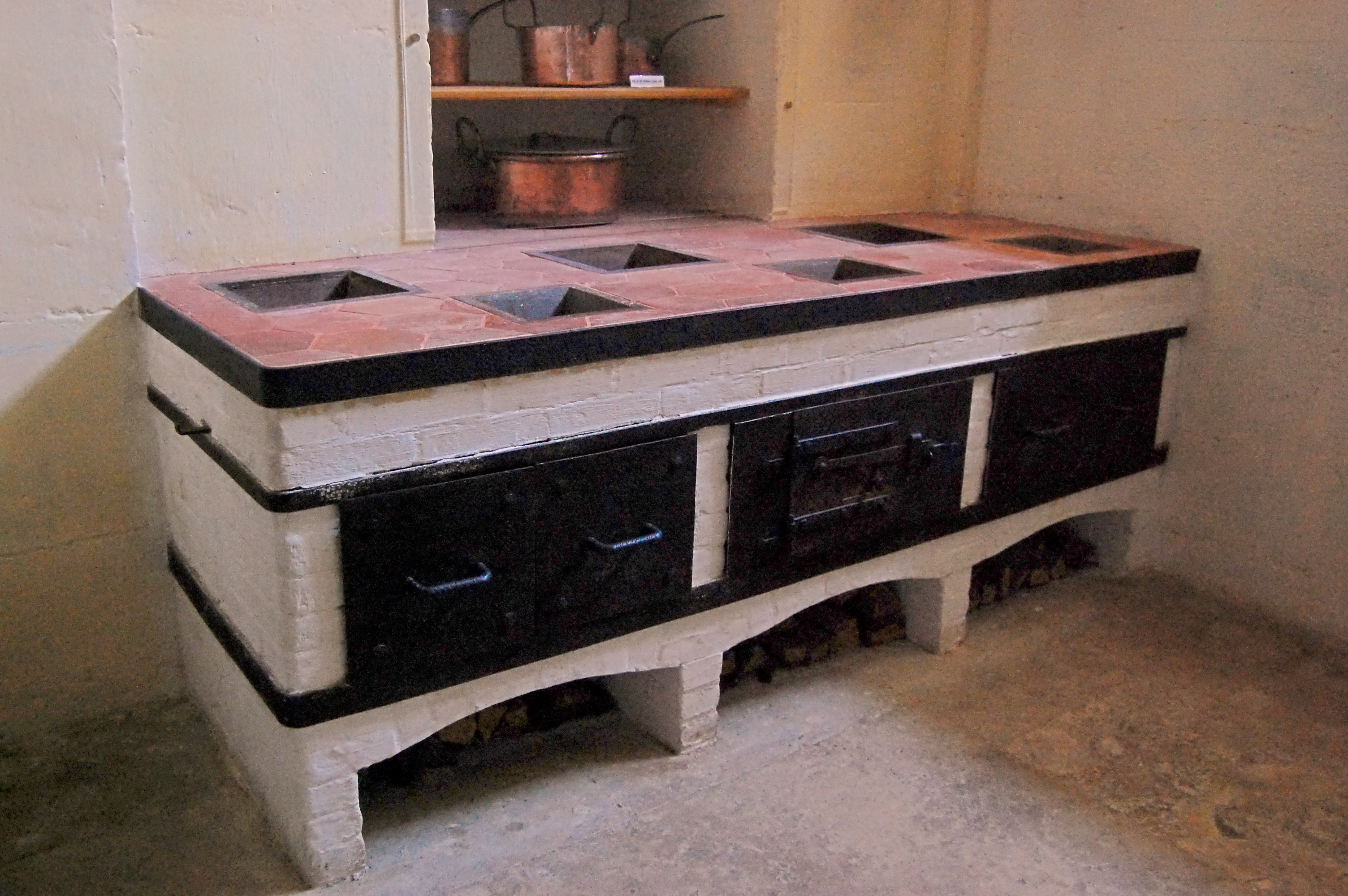
Potager aus dem Petit Trianon, Versailles, Mitte 18. Jh.

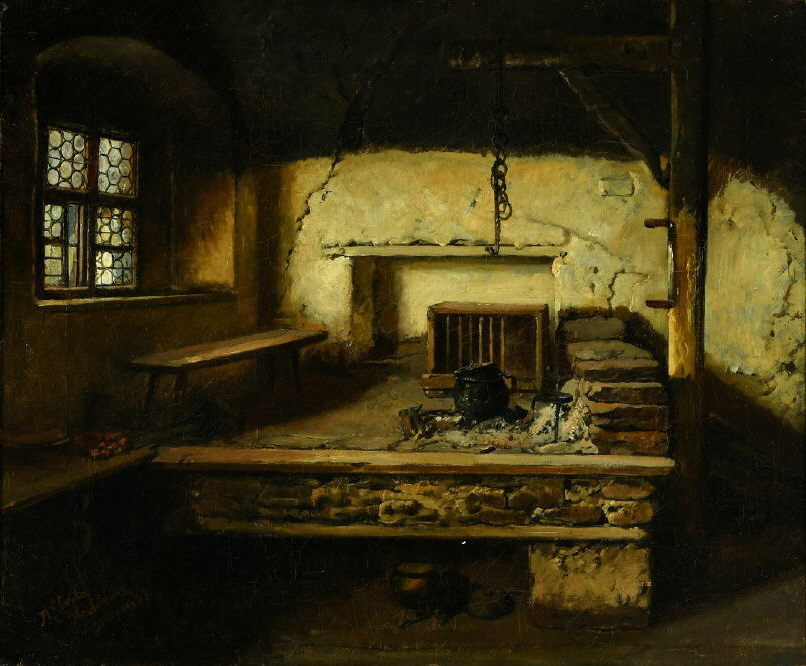
Feuerstelle in einem Bauernhaus. Gemälde von Adolf Eberle, 1883

In dieser Zeit beginnen die großen Küchen auf den Burgen und Schlössern sich von reinen Nahrungsproduktionsstätten hin zu diversifizierten Dienstleistungsbetrieben zu wandeln, als Vorwegnahme der Aufteilung in heutigen Großküchen der Gastronomie wurden jetzt Teilbereiche an Spezialisten ausgelagert, an die Stelle des einzelnen Kochs, der die Gerichte der Herrschaft zubereitet, trat ein Stab von Köchen unter der Führung eines Küchenmeisters. Einer der bekanntesten Küchenmeister seiner Zeit war François Vatel, der von zirka 1650 bis 1671 für zahllose prunkvolle und aufwändige Festveranstaltungen an den bedeutendsten Höfen Frankreichs zuständig war. Große Festküchen dieser Zeit belegen ganze Flügel der jeweiligen Schlösser.

### Barock und Rokoko

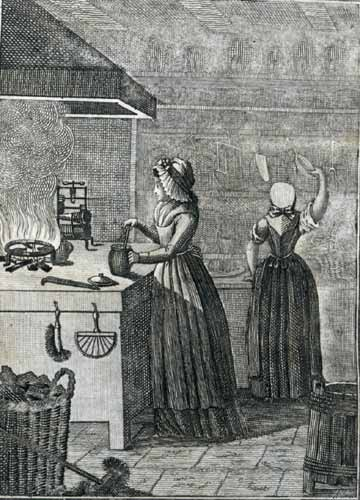
Küche, 1795

Um 1735 entwickelte François de Cuvilliés der Ältere den Castrol-Herd (oder auch Topfherd), einen Herd mit rundum geschlossener Feuerkammer, der mit perforierten Eisenplatten abgedeckt war. Der Name Castrol ist abgeleitet vom französischen Wort „Casseroles“ für „Kochtöpfe“. Eines der ersten Exemplare dieser Herdform wurde in der Küche der Amalienburg im Schlosspark Nymphenburg in München eingebaut. Etwa um 1800 wurde dieses Bauprinzip erweitert, indem man Löcher in den Abdeckplatten anbrachte, in welche die Kochtöpfe und -kessel eingehängt wurden. Eine der Schlüsselfiguren in der Entwicklung dieser sogenannten Sparherde war der in München lebende Amerikaner Benjamin Thompson, Graf Rumford, nach dem dieser Herd auch Rumfordherd genannt wird. Das Kochgeschirr der damaligen Zeit bestand weitgehend aus Gusseisen und hatte konische Wände die in die aus Eisenringen gebildeten Einsätze der Herde gesetzt werden konnten. In den gehobeneren Küchen wurde vermehrt verzinntes Kupfergeschirr zum Kochen benutzt.
Einer der Beweggründe für die Entwicklung derartiger Sparherde mit reduziertem Brennstoffbedarf war sicher die zunehmende Verstädterung und die damit einhergehende Verarmung der städtischen Bevölkerung. Speziell Graf Rumford, der unter anderem durch die Entwicklung eines Suppenrezeptes für ärmere Schichten und Armenspeisungen bekannt wurde, setzte sich auf diese Weise für die Gestaltung günstiger Küchengeräte ein. Dadurch wurde in den Städten eine Ausstattung der Küche mit einem Kochherd auch für ärmere Schichten ermöglicht.
Eine höfische Mode bestand darin, neben der Küche, in der die Mahlzeiten zubereitet wurden, eine weitere Schauküche einzurichten, die, obwohl vollkommen funktionsfähig ausgestattet, der Präsentation von Porzellan- und Fayencesammlungen diente. Markgräfin Sibylla Augusta ließ sich in ihrem 1710–1711 erbauten Porzellanschloss Favorite bei Rastatt direkt unter ihren persönlichen Wohnräumen eine solche Schauküche einrichten, in der sie ihre reiche Sammlung an Fayencen und Geschirr präsentierte. Da die Küche niemals benutzt wurde, lässt sich daran heute der Originalzustand einer Kücheneinrichtung des frühen 18. Jahrhunderts ablesen. Die Idee, eine Prunkküche als Repräsentationsraum auszustatten, stammte aus Holland und wurde von protestantischen Fürstinnen und reichen Nürnberger Bürgerinnen übernommen. Es gab auch Gartenküchen, die nur mit Porzellan und Steingut bestückt waren.

### 19. Jahrhundert

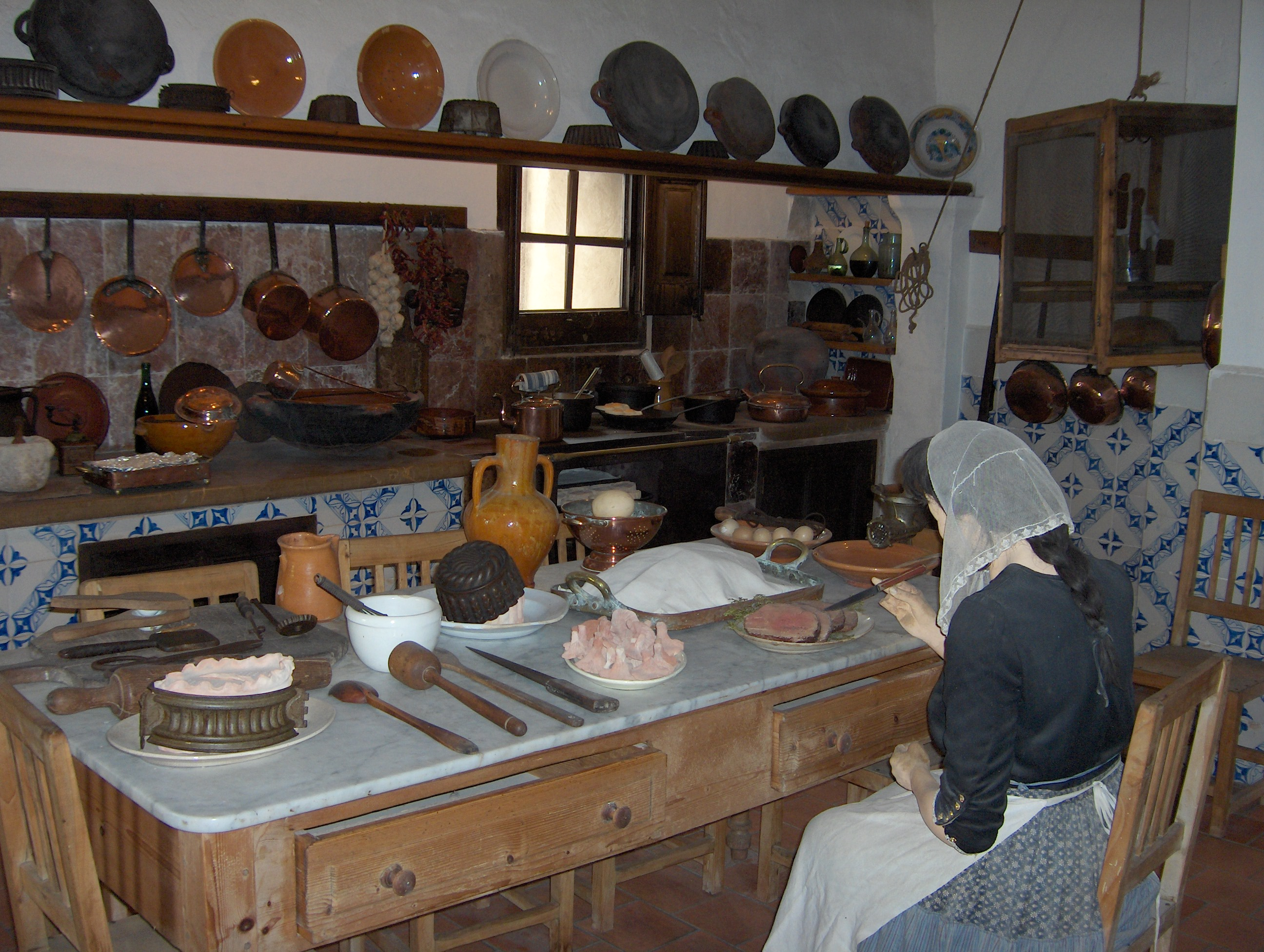
Nachbildung der Küche eines mallorquinischen Landsitzes

Im 16. bis 18. Jahrhundert hatte sich die Hausväterliteratur (siehe auch Hausmannskost) nur an den pater familias, einen männlichen Vorstand größerer ländlicher Haushalte, gewandt. Im 19. Jahrhundert stieg die technische Ausstattung der Haushalte erheblich an, ebenso wurde die einschlägige Haushaltsliteratur deutlich umfangreicher.

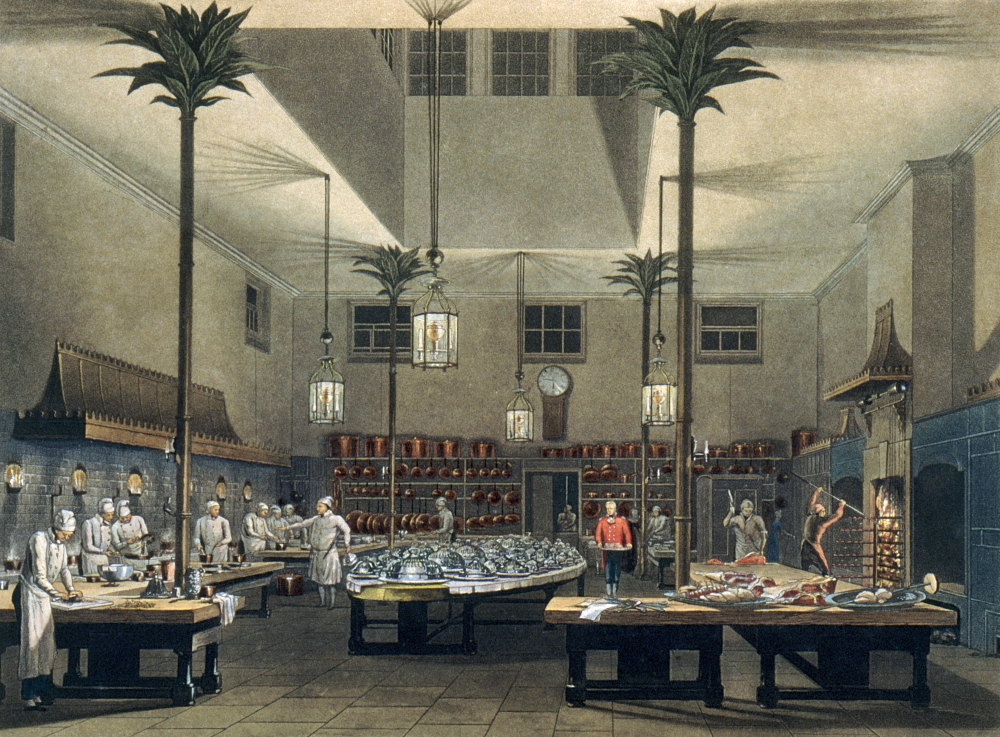
Küche des Royal Pavilions in Brighton, 1826

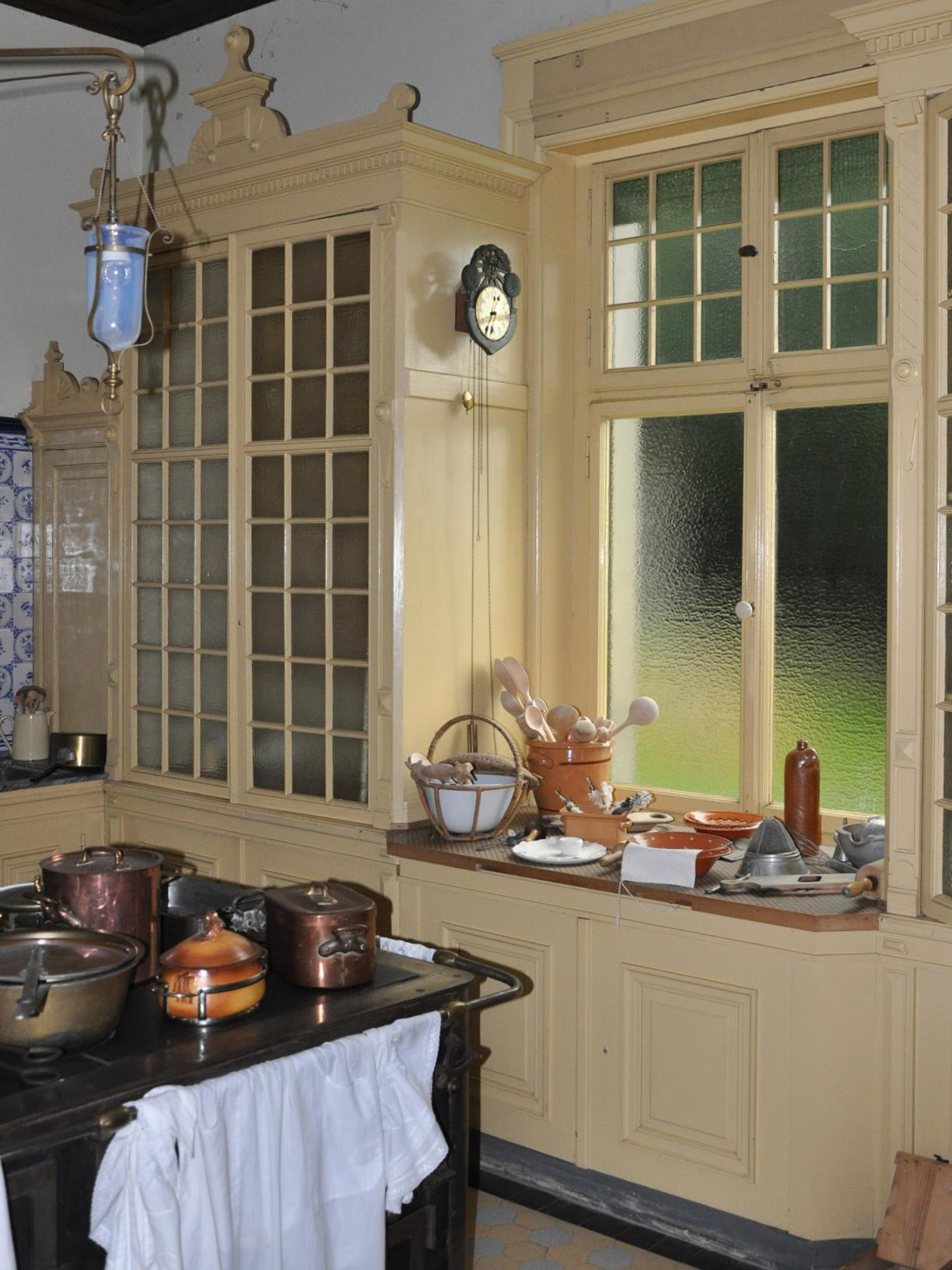
Küche im Originalzustand des in den Jahren 1861 bis 1863 erbauten Schlosses Hünegg

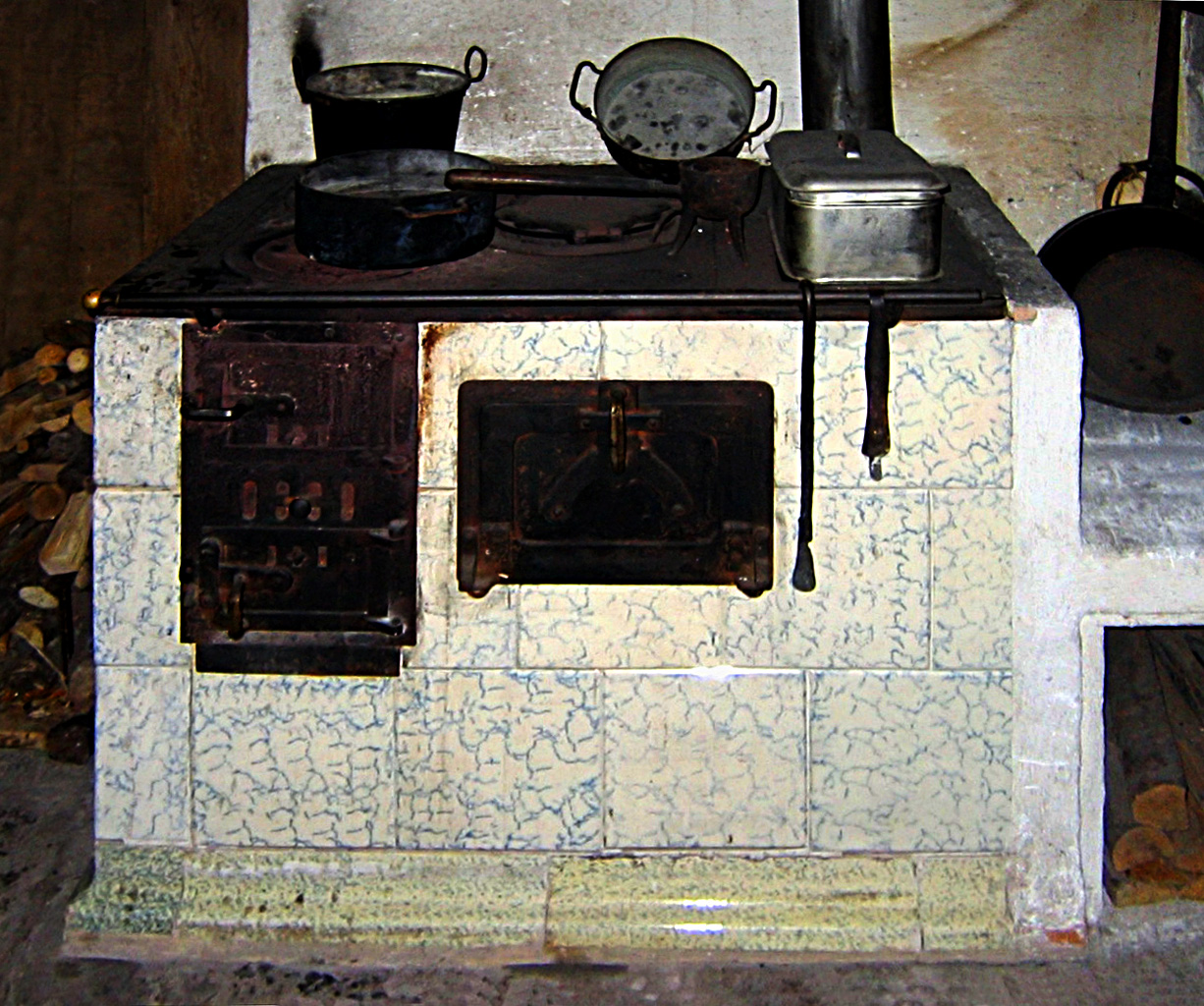
Gemauerter Holzfeuerherd

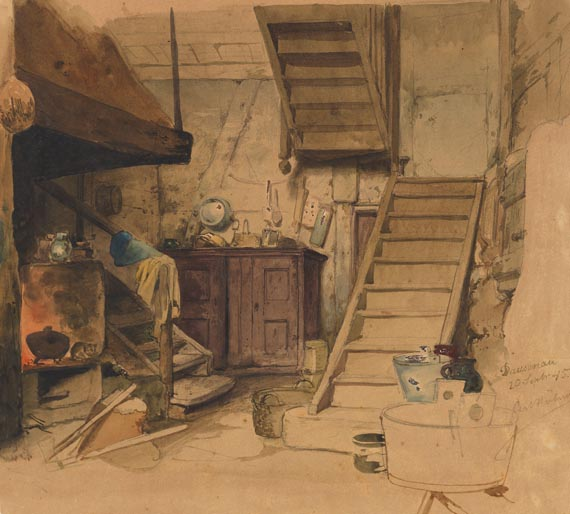
Interieur in Dausenau, Zeichnung der Küche des Malers Carl Wilhelm Hübner, 1845

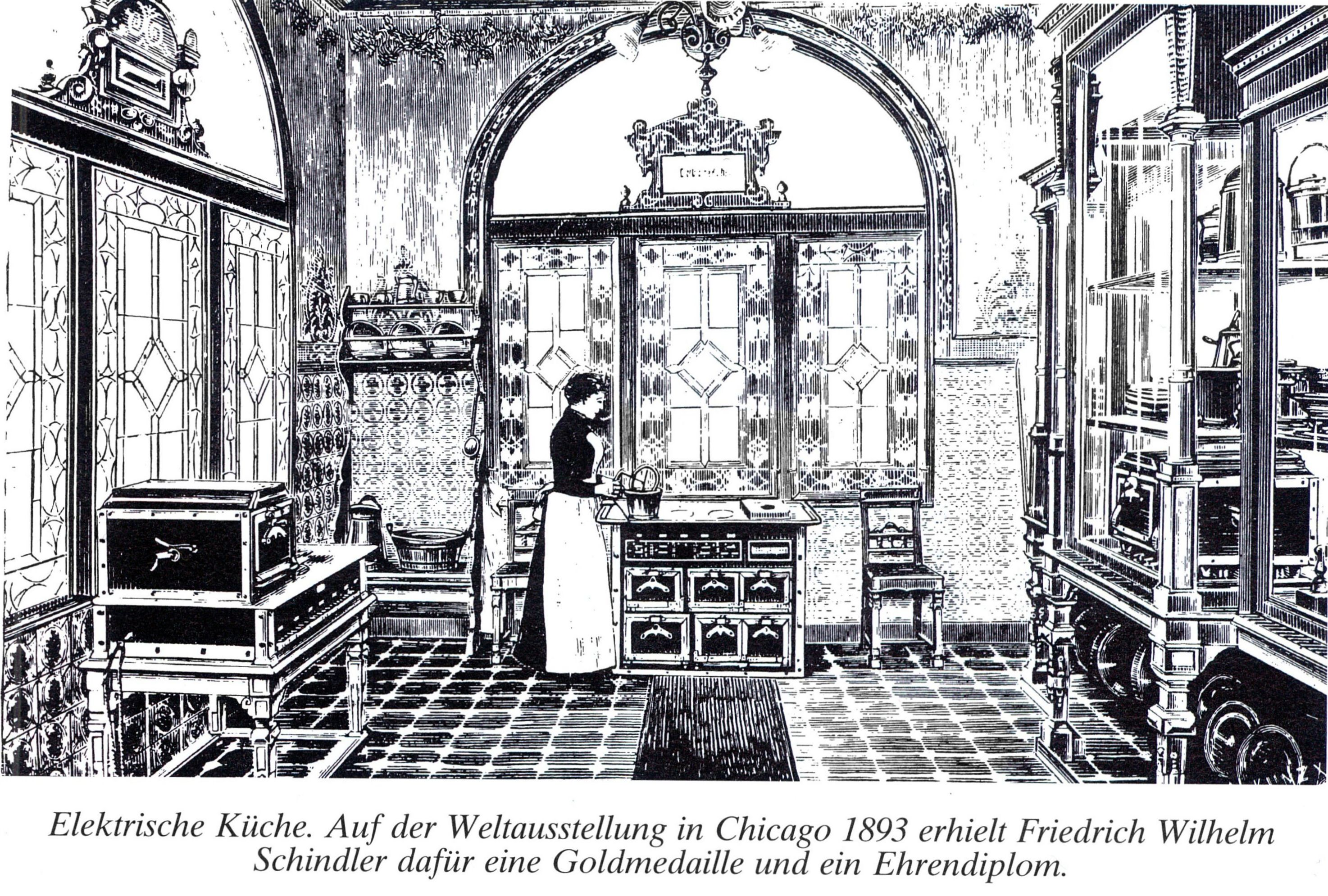
Die mit Gold ausgezeichnete Schindler-Küche von 1893

Die Küchen, (Waschküche und Kochküche) wurde zum Mittelpunkt des bürgerlichen Hauswesens des 19. Jahrhunderts. Ob die Hausfrau selbst am Herd stand, oder ob sie lediglich das dort tätige Personal überwachte – von der Küche hing das Renommee der Hausfrau ab. Das Kochen wurde dabei zunehmend verwissenschaftlicht, die Hausfrau sollte sich Kenntnisse über chemische und physikalische Eigenschaften nutz- und dienstbar machen. Der Umgang mit einer Vielzahl verschiedener Materialien, die unterschiedlichster Pflege und Reinigung bedurften, sowie die körperliche Arbeit, die ein Haushalt in Zeiten ohne fließendes Wasser und Elektrizität bedeutete, machten die Haushaltsführung zu einer anspruchsvollen und zeitraubenden Tätigkeit, die durchaus eine solide Ausbildung und Einweisung erforderte. Mit der zweiten Hälfte des 19. Jahrhunderts wurden dann begonnen, Frauen – als Hausmutter oder Hausfrau – eigenständig wahrzunehmen und zu adressieren. Die damit verbundene neue Rolle von Frauen als Haushaltsvorstand oder extern auch (leitende) Hausbeamtin bildete sich in der Frauenbildung und den damals aufkommenden Haushaltungsschulen ab. Die ersten Haushaltungsschulen entstanden aus sogenannten Wanderkochkursen, die typischerweise im Winterhalbjahr als Winterschule mit beweglichem Küchenmobiliar stattfanden. Erst später wurden stationäre Schulen und zugehörige Lehrküchen eingerichtet.
Innerhalb eines Gebäudes sollte die Küche so konzipiert sein, dass sie ausreichend groß war und sich die verschiedenen Tätigkeitsbereiche gut im Raum verteilen ließen, außerdem hell, hoch und gut belüftet. Die Küche sollte direkt von außen zugänglich sein und möglichst weit von den Wohnräumen entfernt, damit Familienmitglieder, Besucher oder Gäste weder Gerüche noch Geräusche, wie sie während des Kochens typischerweise entstehen, wahrnehmen konnten. Wasser und Brennmaterial sollten gut erreichbar sein, entsprechende Lagerräume und Speisekammern möglichst nahe bei der Küche selbst.
Wichtigster Ausstattungsgegenstand der Küche im 19. Jahrhundert war der Feuerherd. Meist war dieser fest eingebaut, so dass die jeweilige Hausfrau kaum eine Wahl hatte, als sich mit dem vorgefundenen Modell zu arrangieren. Aufwändigere Herde waren mit mehreren Kochlöchern, Bratofen, Dörrofen und Wasserschiff ausgerüstet, mit leicht zu reinigenden geschliffenen Eisen- oder Fayence-Platten verkleidet und mit einem einzigen Feuer bequem zu beheizen. Die technisch sehr ausgereiften und aufwendigen Versionen mit Feuer auf Rosten im Innern, Aschenschiebern zur einfachen Entsorgung und steuerbaren Herdöffnungen trugen nicht ganz zu Unrecht die Bezeichnung Kochmaschine. Die je nach Herd und Brennmaterial unterschiedliche Feuerung hatte erheblichen Einfluss auf die Kochzeit – es war deshalb nötig, sich mit dem jeweiligen Gerät vertraut zu machen und die Kochzeiten individuell zu berechnen.

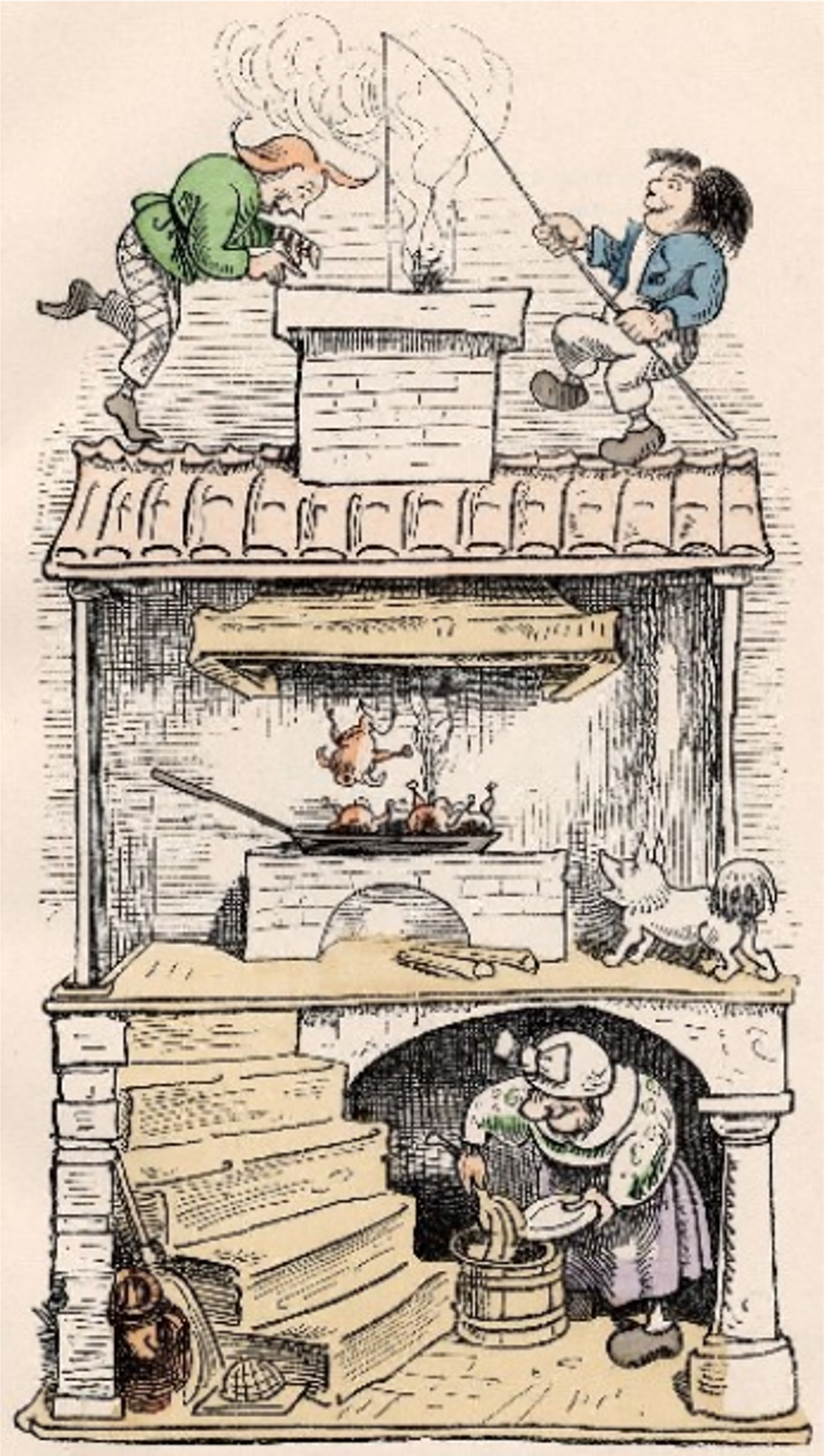
Küche der Witwe Bolte mit gemauertem Feuerherd unter dem Rauchfang, Wilhelm Busch, 1865

Kochgeschirre bestanden meist aus verzinntem Kupfer, dessen Verzinnung bei Bedarf erneuert werden konnte; die gegen Ende des Jahrhunderts neu aufkommenden Nickel- und Aluminiumgeschirre waren wohl nur in sehr wohlhabenden Haushalten vorhanden. Das billig zu kaufende irdene Geschirr wurde dagegen wegen seiner geringen Haltbarkeit und der starken Abnutzung zunehmend als unappetitlich angesehen. Gusseiserne Töpfe und Pfannen wurden ebenfalls verwendet, allerdings wegen der durch das Eisen verursachten Verfärbung nicht für stärkehaltige Nahrungsmittel und auch weniger zum eigentlichen Kochen als zum Warmhalten oder Schmoren. Von Zinn- und Messinggeschirren kam man wegen der Vergiftungsgefahr durch Blei und Grünspan zunehmend ab, während oxidiertes eisernes sogenanntes „Patentkochgeschirr“ und „Émail granité“ preisgünstige Neuerungen darstellten.
Geschirre zum Zurichten der Speisen in der Küche und für den Esstisch waren meist aus Porzellan, aber auch aus Steingut, Fayence oder emailliertem Eisen, Silber und Holz.
Vor Einrichtung von fließendem Wasser standen in den Küchen Wassereimer oder -kannen, in der Regel aus innen mit Ölfarbe angestrichenem Blech oder auch aus Holz. Warmes Wasser wurde im in den Herd integrierten Wasserschiffchen (so benannt nach seiner ovalen Form) hergestellt und aufbewahrt. Ein kleiner Wasserhahn an der Vorderseite des Herdes sorgte für eine bequeme Entnahme.
Das 1850 erstmals erschienene Koch- und Haushaltungsbuch Das Hauswesen von Maria Susanne Kübler schlägt exemplarisch für einen Haushalt des Mittelstandes folgendes Grundinventar vor:

„2-3 kupferne oder verzinnte eiserne Töpfe oder Kasserollen, auch Häfen oder Pfannen genannt, 2-3 große gußeiserne Wasserhäfen, 1 größere und 1 kleinere Pfanne von unoxidiertem Eisen, ebenso 1 flache Eierkuchenpfanne. 1 größere und 1 kleinere Messingpfanne. 1 eiserne, kupferne oder Nickel- oder Aluminiumbratpfanne.
Wünschenswert außerdem: 1 kupferner Teekessel, 1 Rost auf vier Füßen, 1-2 gusseiserne Schmortöpfe, 1 Setzeierpfanne, sowie passende Deckel zu allen Pfannen.
Weitere notwendige Gerätschaften: 1 Anrichtlöffel, 1-2 Schaumlöffel, 6 hölzerne Kochlöffel, 2-3 eiserne oder zinnerne Esslöffel. Wünschenswert: 1 Schöpflöffel und 1 Löffelhalter.
Außerdem: 1 großes Küchen- oder Tranchiermesser, 1 kleines Putzmesser, 1 Haschiermesser, 1 zweizinkige Fleischgabel, 2 gewöhnliche Gabeln, 2 gröbere und 1 feinere Spicknadel. Wünschenswert: 1 Hackmesser, 1-2 Apfelstecher, 1 Zitronenpresse, 1 Bohnenhobel, 1 Gemüsebohrer, 1 Chartreusemesser, 1 Salatseiher, 1 Büchsenöffner.
Und: 1 messingner Mörser, 1 großer Durchschlag, 1 Reibeisen, 1 Backschaufel, 1 Küchenschippe, 1 Salathobel, 1 Trichter, 1 zinnerner Teller, 1 Handbeil, 1 Feuerschaufel, 1 Feuerzange, einige eiserne Pfannenringe mit Stielen, 1-2 eiserne Aufziehdeckel, 1 Waage mit Gewichten, 1-2 Leuchter, 1 Petroleumlampe, 1 kupferner, gut verzinnter Wassereimer mit Wasserschöpfer und hölzernem Deckel, 1 emailiierter Wassereimer zum Putzen, 1 blecherne Speisentrage mit Rand.“

Neben dieser Grundausstattung sollten aber auch Back- und Puddingformen, Schneebesen und Waffeleisen, sowie Nudelbrett, Hackbrett, Salzfass, irdene Kannen, Töpfe, Schüsseln und Gläser vorhanden sein.
Zum Putzen und Abwaschen wurden in der Küche Spülzuber, Abwaschkübel, Sandbehälter, Besen, Bürstchen und Bodenbürste benötigt. Herd und Kochgeschirre wurden vorwiegend mit Sand, aber auch mit Lauge gereinigt und blankgerieben, um Schimmel und Fäulnis der Lebensmittel, die Ansiedlung von Ungeziefer und die Oxidation der Metalloberflächen möglichst zu verhindern.
Das aus heutiger Sicht eher spärliche sonstige Mobiliar der Küche umfasste:

„1 Küchenschrank, oben mit Glasscheiben oder auch mit grobem Kanevas (Baumwollstoff) um Luft zuzulassen. Dies kann jedoch auch dadurch geschehen, dass auf beiden Seitenwänden runde Löcher ausgeschnitten und mit Kanevas überspannt werden. Sehr zweckmäßig ist ein Kasten, der einige Schubladen enthält. 1 starker Küchentisch mit einer Platte aus Buchen- oder Eichenholz oder auch mit einer Schieferplatte und einer Schublade. 1-2 Stühle; 1 Schemel, 1 kleiner Spiegel.“

Die zweite Hälfte des 19. Jahrhunderts brachte mit der zunehmenden Industrialisierung auch einige maßgebende Veränderungen in die Gestaltung der Küche. Die durch die Urbanisierung größer werdenden Städte benötigten neben einer Versorgung mit Trinkwasser ebenso eine geregelte Entsorgung der Abwässer. Fließendes Wasser und der Anschluss an die Kanalisation wurden vor allem in städtischen Wohnungen mehr und mehr Standard. Die Herde wurden zunächst weiterhin mit Holz- oder Kohlefeuer beheizt, aber seit den 1830er Jahren durch neue Bauweisen, wie den „Oberlin Stove“ und vergleichbare europäische Konstruktionen verbessert und durch kompaktere Ausführungen kleineren Küchen zugänglich gemacht. Durch Einhängen der Töpfe in dafür vorgesehene Öffnungen, wurden diese von allen Seiten gleichmäßig beheizt, so dass die Wärme effizienter ausgenutzt werden konnte, was wiederum die Garzeit verkürzte.
Obwohl bereits seit den 1820er Jahren in Großstädten wie Berlin, London und Paris Straßenbeleuchtungen durch Gas betrieben wurden und 1825 das erste US-Patent für einen Gasherd vergeben wurde, dauerte es bis zum Ende des 19. Jahrhunderts, bis das damals schon verhältnismäßig gut ausgebaute Gasversorgungsnetz neben der Beleuchtung auch zu Heizungs- und Kochzwecken verwendet wurde. Während des Übergangs zum 20. Jahrhundert entwickelte sich die Elektrizität zur immer stärker werdenden Alternative zum Gas, so dass bei der Weltausstellung 1893 in Chicago erstmals ein elektrischer Herd vorgestellt werden konnte. Doch auch hier war die Akzeptanz der Zeit hinterher. Erst in den 30er Jahren des nächsten Jahrhunderts wurden elektrisch betriebene Herde in größerem Maße in Küchen benutzt.

### Vor dem Zweiten Weltkrieg

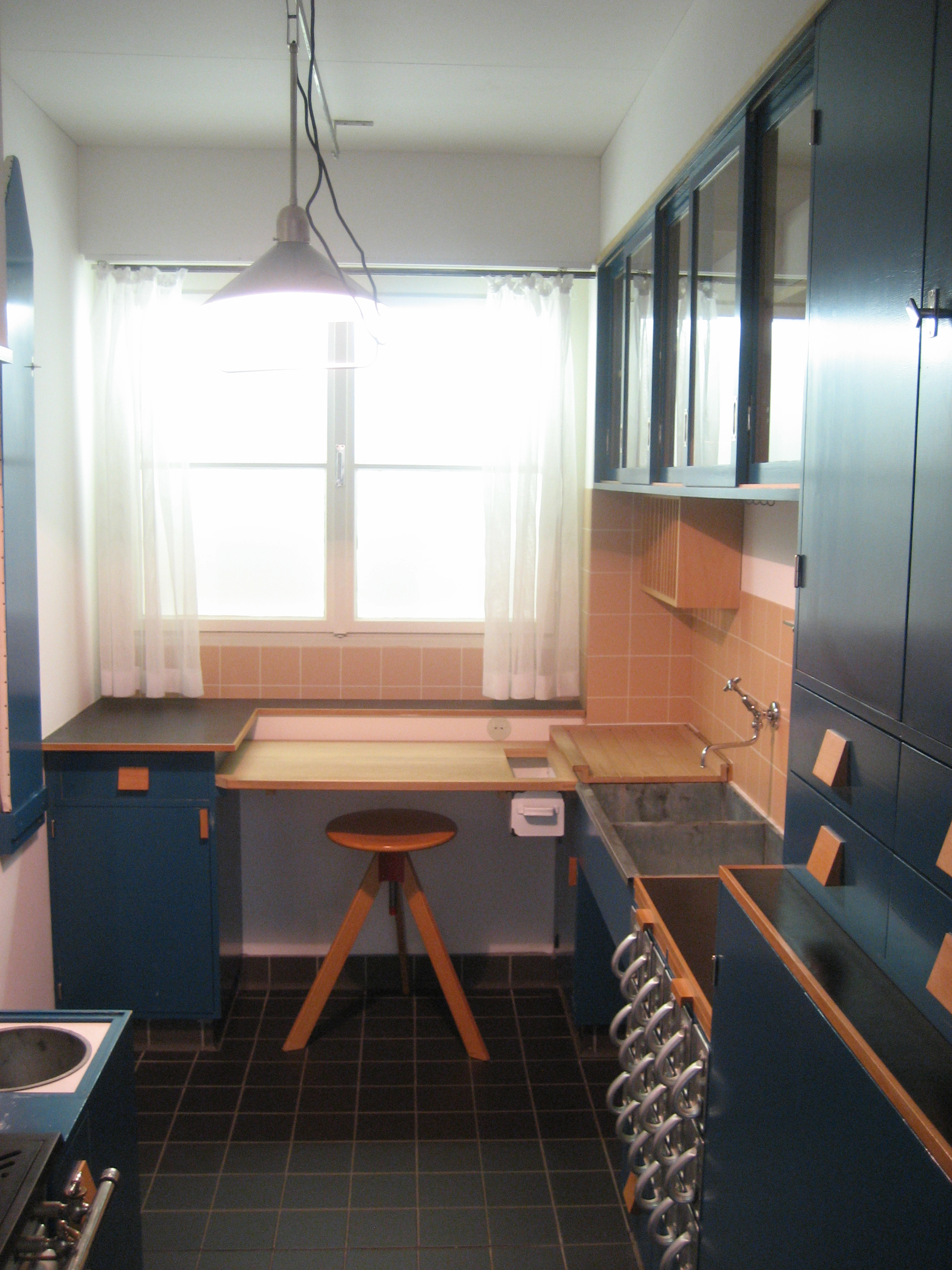
Frankfurter Küche von 1926

Infolge der Industrialisierung wurde auch die Küche zunehmend technisch aufgerüstet und die mühsamen und personalaufwändigen Arbeitsschritte zumindest teilweise durch neue Geräte erleichtert. Damit nahm auch die Beschäftigung von Dienstpersonal deutlich ab, Koch- und Haushaltungsbücher widmen nun der Haushaltsführung ohne Dienstboten und dem Umgang mit Lohnkellnern für spezielle Anlässe besondere Kapitel. Als neue arbeitssparende Hilfen zählt ein solches Buch aus dem Jahr 1936 folgende Geräte auf: Zentralheizung, Haustelefon zur direkten Kommunikation mit der Küche, Staubsauger, elektrische Bohnermaschine, Gas- oder Elektroherd, Warmwasserboiler, Schnellkochtopf, Messer aus rostfreiem Stahl, Trittleiter, Küchenmaschine, Gasanzünder, Teewagen. Zugleich wird jedoch davor gewarnt, unbesehen alle Neuerungen zu kaufen, da sich viele als unpraktisch und schlecht zu reinigen erwiesen.
Die durch die Industrialisierung veränderte Situation in der Arbeiterbevölkerung bedeutete auch große Veränderungen in der Rolle der Küche. Während lange Zeit die Küche zentraler sozialer Raum einer Wohnung war, trat, bedingt durch die Errichtung von Arbeitersiedlungen und den finanziellen Zwang, auch als Frau einer bezahlten Arbeit nachzugehen, die Notwendigkeit zur schnellen Zubereitung von Nahrung in den Vordergrund. Diese komplette Herauslösung der Frau aus der Küchenarbeit führte bis hin zu Konzepten wie dem der Frauenrechtlerin Lily Braun aus dem Jahre 1901, nach dem alle Mietparteien eines Mehrfamilienhauses die Essenzubereitung einer Zentralküche des Hauses überlassen sollten. Ab etwa 1907 wurden einige Häuser mit Zentralküchen gebaut, jedoch war die Idee der gemeinsamen Küche nicht erfolgreich, so dass sie schon bald wieder verschwand. Bekannte Umsetzungen dieses Konzepts gab es in Friedenau und Großlichterfelde (heute zu Berlin gehörig), wo zahlreiche drei- bis vierstöckige Häuser im Landhausstil errichtet wurden.
Trotz solcher missglückter Versuche wurden die Optimierungsbestrebungen in der Architektur vorangetrieben. So gab es auch in den Musterhäusern des Bauhauses Küchenkonzepte, die sich in das Gesamtkonzept der Gebäude eingliederten. Eine der bekanntesten Küchenoptimierungen ist die Frankfurter Küche der Wiener Architektin Margarete Schütte-Lihotzky von 1926, die nach dem Taylorsystem die Arbeitsschritte in der Küche analysierte und durch optimierte Anordnung von Küchenmöbeln und Kochzubehör die Küchenarbeit erleichtern sollte. Das Küchenkonzept wurde in großem Rahmen im Wohnungsbauprogramm Neues Frankfurt umgesetzt und erhielt daher seinen Namen. Weiterentwicklungen der Frankfurter Küche waren die Schwedenküche und das Schweizer Maßsystem. Die Münchner Küche von Hanna Löv sollte auch soziologische Gesichtspunkte berücksichtigen und war als Kompromiss zwischen der Frankfurter Küche und der traditionellen Wohnküche konzipiert, sie wurde in Wohnungen der Postversuchssiedlung in München eingebaut.

### Änderungen in der Küchengestaltung nach dem Zweiten Weltkrieg

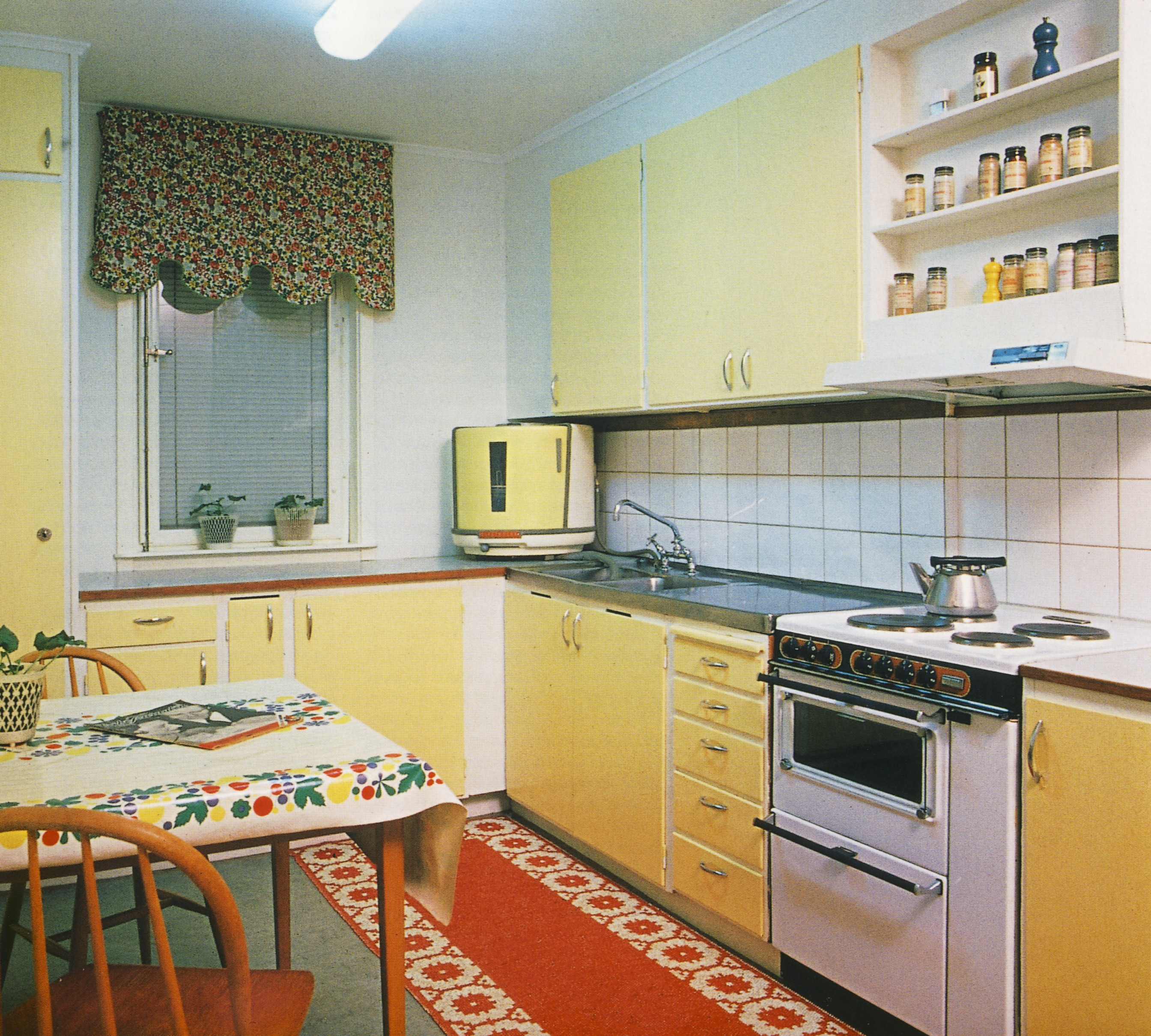
Spanplattenküche mit „Pflegeleicht“-Oberflächen ab den 1950er Jahren

Standen systemische Gedanken der Vorkriegszeit noch der Verbesserung des Produkts im Vordergrund, konzentrierte sich die Planung nach 1945 vornehmlich auf die Kostensenkung im sozialen Wohnungsbau und den Interessen großer Stückzahlen durch wenige Anbieter. Dies galt sowohl im Westen bei Wohnanlagen als auch im Osten mit den Plattenbauten. Designer und Architekten hatten sich dem Duktus des „industriellen Bauens“ zu unterwerfen. Unterstützt wurde der Prozess durch die Elektrogerätehersteller, welche auf genormte Außenmaße gingen, wenngleich etwa Backbleche oder Herdplatten weiterhin willkürlich bemaßt waren. Für den Nutzer bedeutet die Situation eine leichte Austauschbarkeit der Geräte von Anbieter zu Anbieter. Formell ist noch der Einfluss der Frankfurter Küche von 1926 zu erkennen, welche die Einbauküche vorwegnimmt.
An Werkstoff setzt sich die günstige Spanplatte durch, welche mit Melamindekoren (z. B. von Resopal) beklebt ist. Ursache sind Kostengründe. Bis in die jüngste Gegenwart gilt die Belastung von Holzwerkstoffen und deren Klebstoffe laut Ökotest als kritisch, auch namhafter Küchenmöbel.
Stahlküchen beschränken sich seit den 1960er Jahren auf ein Luxussegment, ebenso Edelstahlküchen, wenngleich letztere in einfacher Form ihren Weg in die Großküche finden.

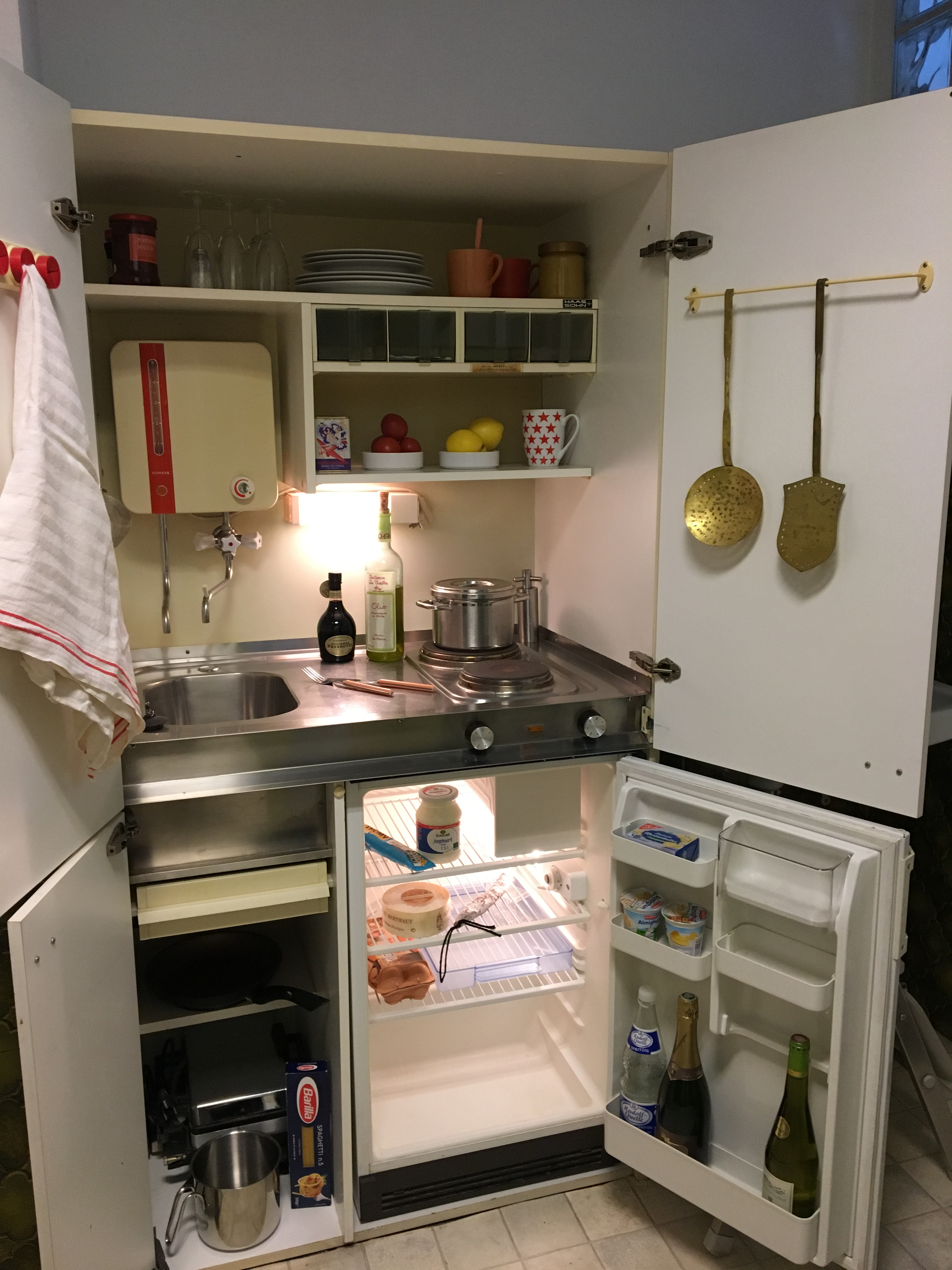
Junggesellen oder Appartement Schrankküche 1954–1976, Industriekultur Sammlung Villa Haas

Einen anderen Weg beschritt 1954 Hermann Fehling für den Heiz- und Kochgerätehersteller Haas & Sohn (Sinn, Hessen). Für die zunehmende Zahl an Einzelhaushalten entwarf er eine „Junggesellen“ bzw. Appartement Schrankküche, die genormt in Serie preisgünstig hergestellt werden konnte.
Während also auch und besonders durch das Aufkommen des Versandhandels die Einbauküche nach dem Zweiten Weltkrieg ihren Siegeszug durch die Wohnungen antrat und zum prägenden Element der Wohnungseinrichtung wurde, sind gegenläufige Entwürfe und Küchendesigns besonders durch Otl Aicher durchdacht und vorgeschlagen worden. In seinen Büchern versucht Aicher das „Diktat der Einbauküche“ zu durchbrechen und Küchen zu gestalten „in denen man vernünftig und mit Lust kochen kann“.
In jüngster Zeit führt ein Trend (auch getragen von der Industrie auf der Suche nach neuen Absatzgebieten hochwertiger und hochpreisiger Kücheneinrichtungen) oberflächlich weg von der normierten Einbauküche und hin zu einer „gestalteten Wohnküche mit individuellem Charakter“ (so ein Werbezitat). Dies ist auch gekennzeichnet durch die Übernahme von spezieller Küchentechnik aus der Gastronomie in die Haushaltsküche wie etwa Kombi- oder Dampfgarer, Bain-Maries (Wasserbadkocher), spezielle Grillplatten, in die Arbeitsfläche eingebaute Lavagrills, zusätzliche Gasbrenner zur Nutzung eines Wok etc. Hinter der angeblichen Individualisierung steht ein enormer Verdrängungs- und Konzentrationsprozess. Unterschiedliche Produkte verschiedener Marken unterscheiden sich nur noch in Dekoren, nicht im Entwicklungsprozess.

#### Vereinigte Staaten

##### Offene Küchen

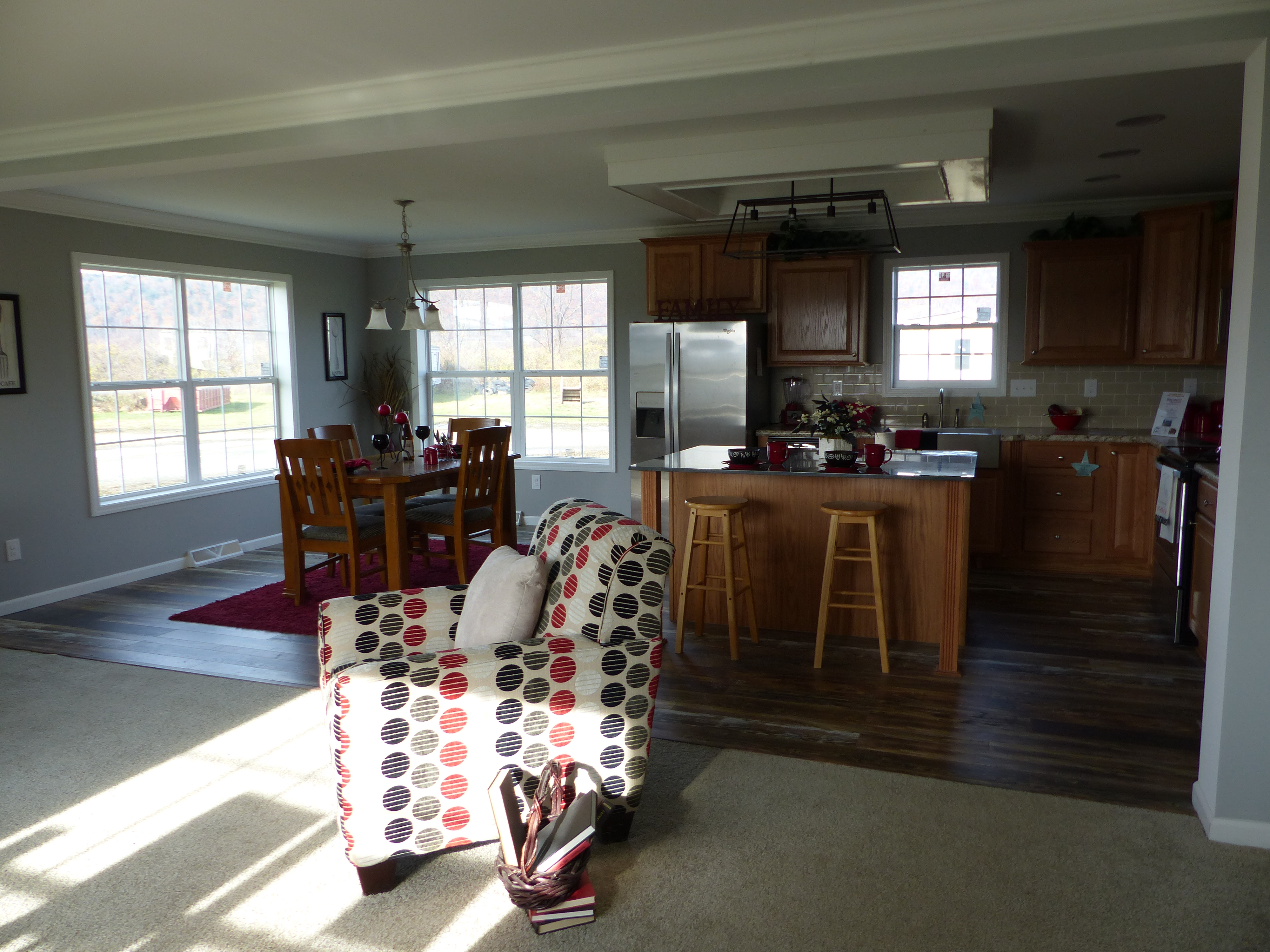
Offener Wohn-Ess-Küchen-Bereich in einem Fertighaus in New York State

In den Vereinigten Staaten setzten sich seit dem Ende des Zweiten Weltkrieges in zunehmendem Umfang offene Layouts durch, bei denen die Küche zum Ess- und bald auch zum Wohnbereich hin nicht mehr durch Wände getrennt war. Ausgangspunkt dieser Entwicklung war der Bedeutungsverlust des Hauspersonals, das in der Küche noch im 19. Jahrhundert möglichst unsichtbar hatte wirken sollen. Bereits im Craftsman-Stil der Zeit von 1905 bis 1925 wurde das formelle Esszimmer der viktorianischen Architektur durch eine in die Küche integrierte Essecke ersetzt. Von 1936 an, in den Usonians, öffnete Frank Lloyd Wright die Küche schließlich auch zum Wohnbereich hin. Auch im aktuellen Architekturmainstream, etwa in den Millennium Mansions, dominieren in Einfamilienhäusern offene Raumpläne, in denen Küche, Ess- und Wohnbereiche fließende Übergänge bilden. Zu den technischen Neuerungen, die dies unterstützten, zählt die Erfindung leistungsfähiger Dunstabzugshauben, die in amerikanischen Wohnhäusern die am Herd entstehenden Dünste häufig durch ein Rohr ins Freie leiten. Küchen sind in den USA stets fest eingebaut und werden von den Bewohnern bei Umzügen grundsätzlich nicht mitgenommen.

##### Konstruktionsweise der Küchenschränke
Bei den eingebauten Küchenschränken (cabinets) wird in den USA zwischen zwei Konstruktionsweisen unterschieden: framed und frameless. Traditionell sind die Schränke framed („gerahmt“), d. h. dass an der Vorderseite jedes Schrankes, bevor Schubladen und Türen eingesetzt werden, eine Rahmenkonstruktion (face frame) aufmontiert wird, die den Schrank einerseits stabilisiert, andererseits aber auch die Öffnung um einige Zentimeter verkleinert, mit der Folge, dass insbesondere bei Schubladen der Raum nicht voll ausgenutzt wird. Insbesondere bei Küchen im modernen Stil wird daneben aber auch das in Europa weithin übliche Konzept von Schränken verwendet, die frameless („rahmenlos“) sind; die Raumausnutzung ist hier wesentlich besser, jedoch ist es beim Einbau auch schwieriger, Türen und Schubladen gerade auszurichten. Die letztgenannte Bauweise wird in den USA darum bis heute vergleichsweise selten nachgefragt.

### Küchen im 21. Jahrhundert

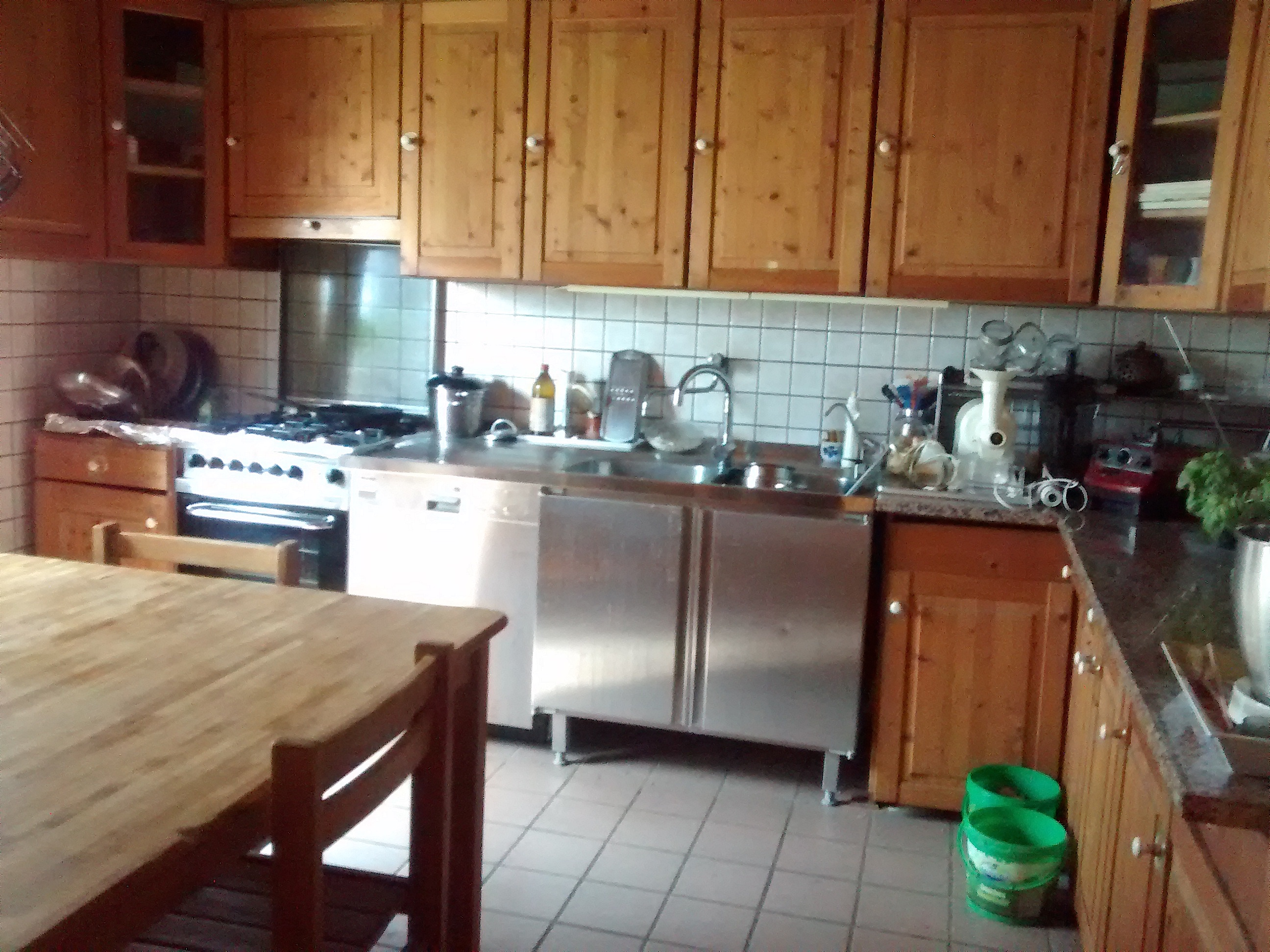
Eine rustikal gestaltete Küche aus Deutschland mit Nadelholzfronten. Die von Feuchtigkeit beanspruchten Elemente sind aus Edelstahl und Naturstein ausgeführt.

Der Entwicklung des vorausgegangenen 20. Jahrhunderts folgend wird zur Veredelung der Küche mit unterschiedlichen (für Küchen neue) Oberflächenmaterialien gearbeitet. Aluminium, Stahl und Linoleum sind ein paar Beispiele für Materialien, die bei vertikalen Oberflächen verwendet werden. Auch bei mittelständischen Küchen werden vermehrt edle Arbeitsflächen in Küchen verbaut (z. B. Arbeitsplatten aus Naturstein oder Edelstahl). Die Imitation von Hochwertigkeit hält an, so etwa das Bekleben von Spanplattenküchen mit dünnem Edelstahl (zur Vortäuschung einer Metallküche) oder Holzimitate (zur Vortäuschung einer Schreinerarbeit). Industriell gefertigte Massenprodukte weichen insbesondere im hochpreisigen Bereich mehr und mehr individuellen Lösungen mit Einzelstücken.
Die demographische Entwicklung der Bevölkerung und die parallel sich verschlechternde Finanzsituation der Altersvorsorge- und Sozialversicherungen fördern die Anstrengungen im Bereich der ergonomischen Küchenentwicklung. Küchen können mit verstellbaren Unterkonstruktionen insgesamt in der Höhe, die Unter- und Oberbauten in der Tiefe verstellt werden, so dass unabhängig von Alter, Körpergröße oder körperlicher Konstitution möglichst alle Menschen würdevoll und selbständig ein Leben lang kochen können.
In Deutschland gelten Küchen inzwischen als begehrtes Luxusobjekt. Im Jahr 2022 kostete eine neue Küche durchschnittlich 11.379 Euro.

## Systematisierung von Küchen

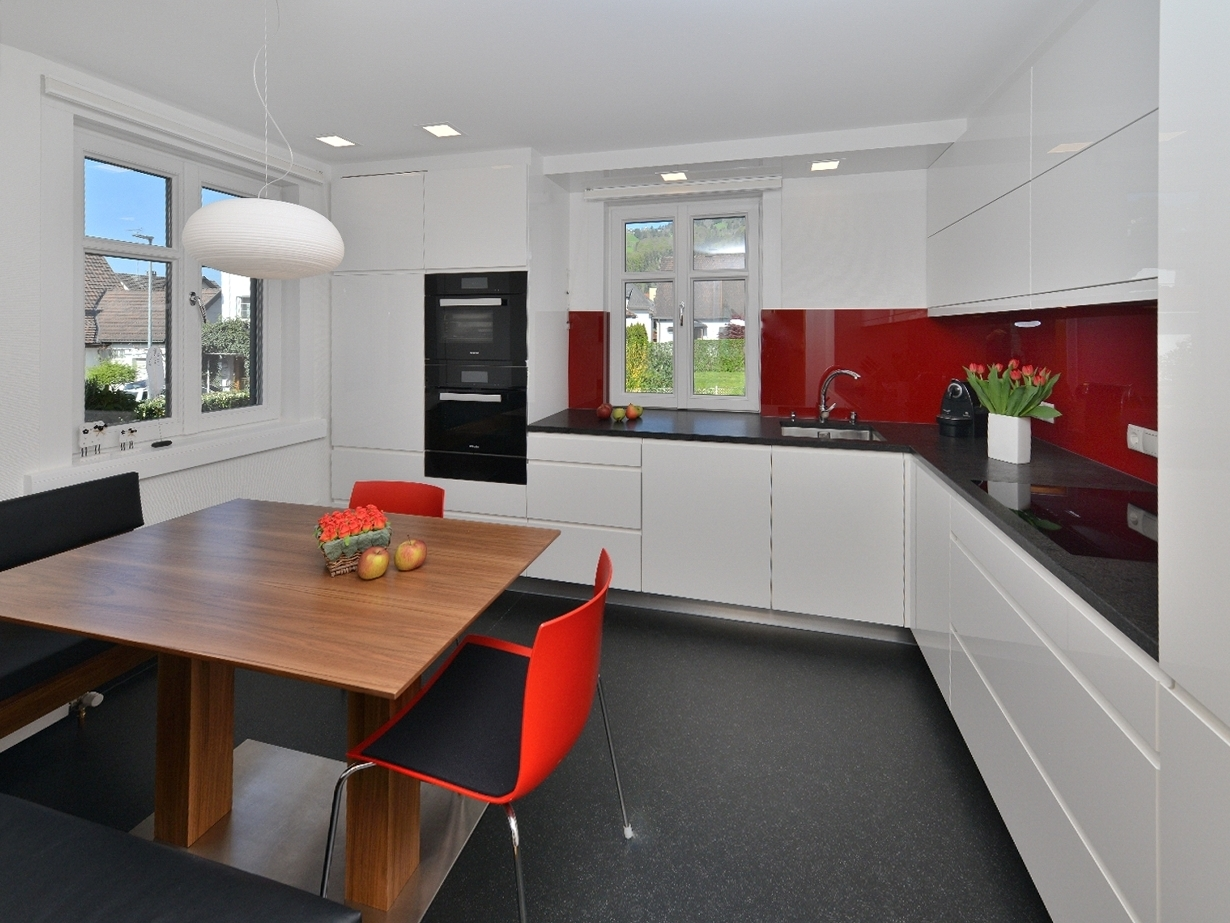
Einbauküche aus Holzwerkstoffen, in L-Form

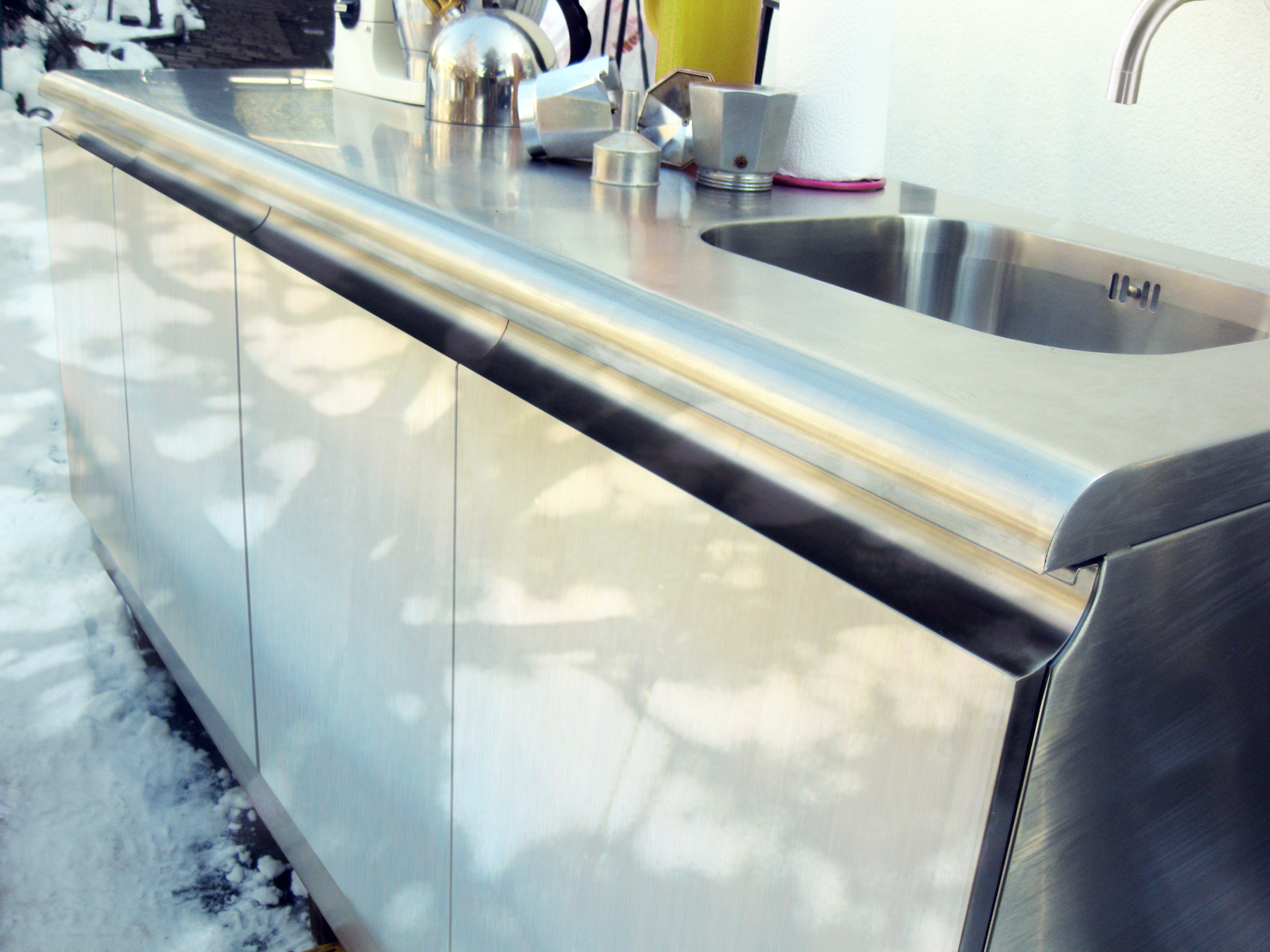
Hochwertige Küchenzeile aus Edelstahl, auch für den Außenbereich geeignet

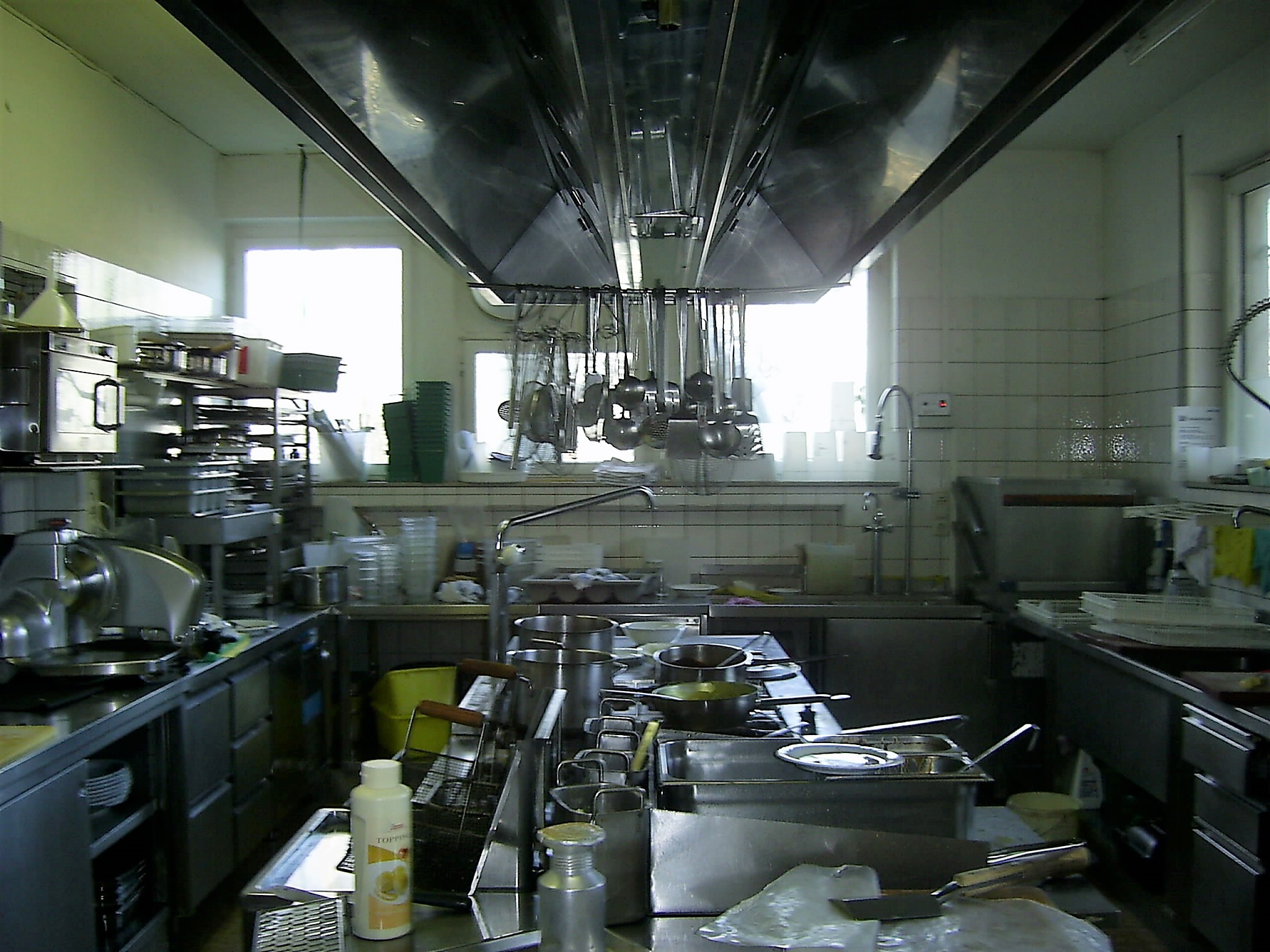
Moderne Restaurantküche mit Mittelinsel

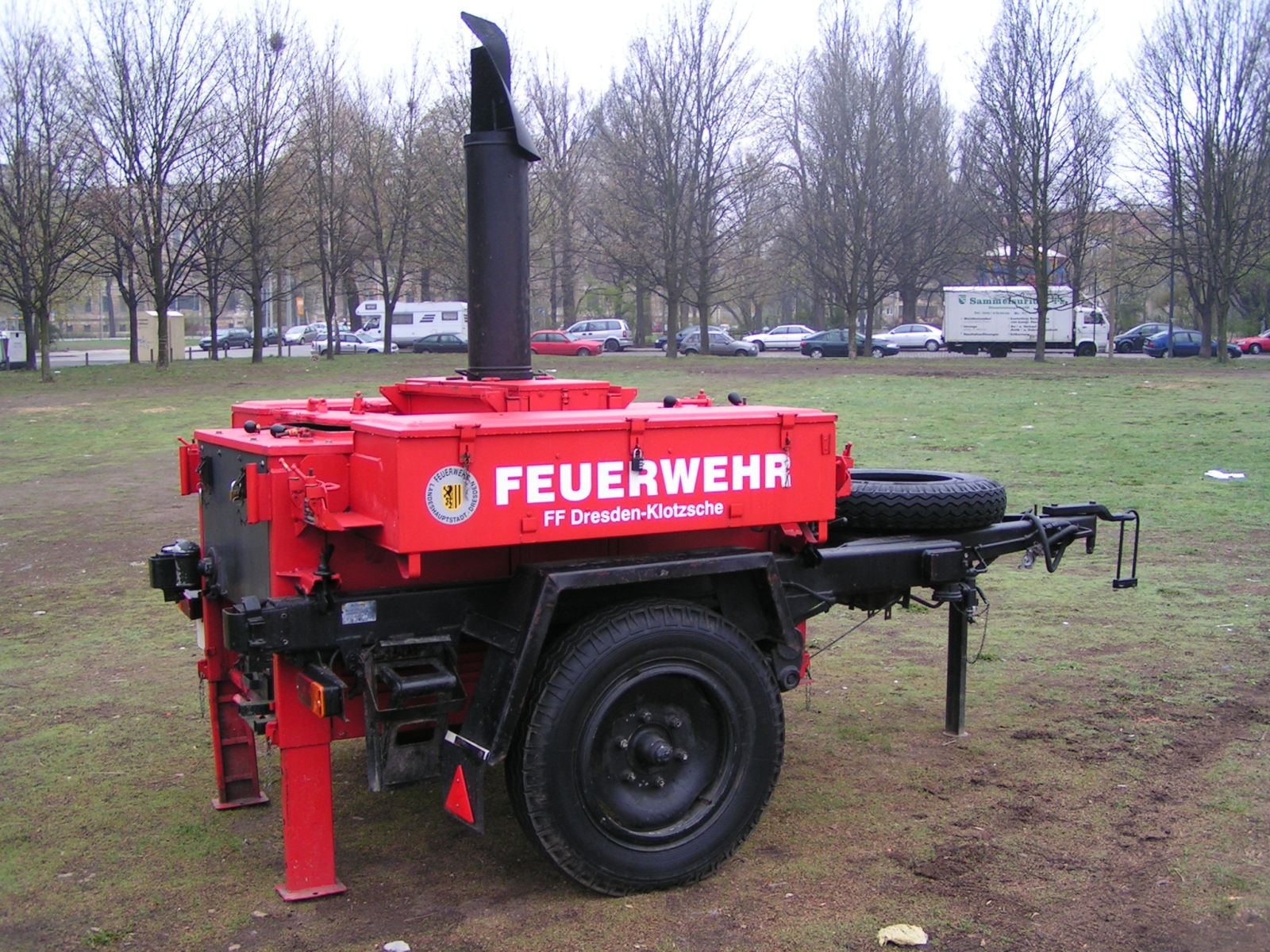
Feldkochkessel

Es gibt mehrere Merkmale, nach denen man Küchen unterscheiden und systematisieren kann. Die häufigsten Gliederungen sind:
- nach dem Charakter bzw. Konzeption der Küche
- nach den Aufgaben der Küche
- nach der Größe bzw. Kapazität der Küche (z. B. Großküche); wichtige Faktoren bei der Unterteilung sind der Bearbeitungsgrad der verwendeten Lebensmittel, die Breite des Angebots und der Bearbeitungsgrad der fertigen Lebensmittel. Außerdem fließen in die Beurteilung die Voraussetzungen der Gebäude, die Form des Speisenangebots bzw. des Servierens und das Kassiersystem, und die Einstufung in Qualitätskategorien ein. Dabei beziehen sich die meisten Systeme auf die gewerbliche Speisenproduktion, ohne auf die Küchen in Privathaushalten einzugehen. Küchen sind in den meisten Bereichen der Ernährungswirtschaft verbreitet. Typische Systematiken des Gastgewerbes werden dabei auf die Industrie und Gemeinschaftsverpflegung übernommen. Dabei kommt es historisch und regional bedingt zu Unterschieden zwischen dem fachlichen und umgangssprachlichen Verständnis.
- nach den verwendeten Materialien, Einbauküchen werden meist aus Kostengründen aus laminierten Holzwerkstoffen ausgeführt, nur bei wenigen hochwertigen und im professionellen Bereich kommen verschiedene Stähle zum Einsatz

Eine Unterscheidungsmöglichkeit ist die Trennung von Vollküche und Endküche:
- Als Vollküchen bezeichnet man Einrichtungen, die ausschließlich nicht oder nur grob vorbereitete Lebensmittel verarbeiten. Auf Convenience Food wird in diesen weitestgehend verzichtet. Durch die allgemeine Modernisierung und die Vernetzung im Handel ist dieser Küchentyp in Industrienationen kaum noch vorhanden. Große Einrichtungen der Gastronomie und des Hotelgewerbes verfügen jedoch teilweise über die technischen und personellen Voraussetzungen, so dass sie in einer Gruppe der „Teil-Vollküchen“ einzuordnen sind.
- Als Endküchen fasst man Küchen zusammen die nur eingeschränkt Eigenleistungen der Speisenherstellung übernehmen. Je nach Umfang der Produktionsverfahren unterscheidet man:
  - Gar-Endküchen, in denen die Verfahren der Zubereitung und Nachbereitung vollständig, und die der Vorbereitung im eingeschränkten Umfang ausgeübt werden
  - Anrichte-Endküchen, in denen die Verfahren der Nachbereitung vollständig übernommen werden. In Kombinations-Küchen werden zusätzlich einige Zubereitungsverfahren zur Fertigstellung von Speisen durchgeführt (typisch in größeren Restaurant- und Hotelanlagen)
  - Ausgabe-Endküchen, in denen nur wenige Verfahren der Nachbereitung übernommen werden (typisch in der Gemeinschaftsverpflegung und beim Eventcatering)

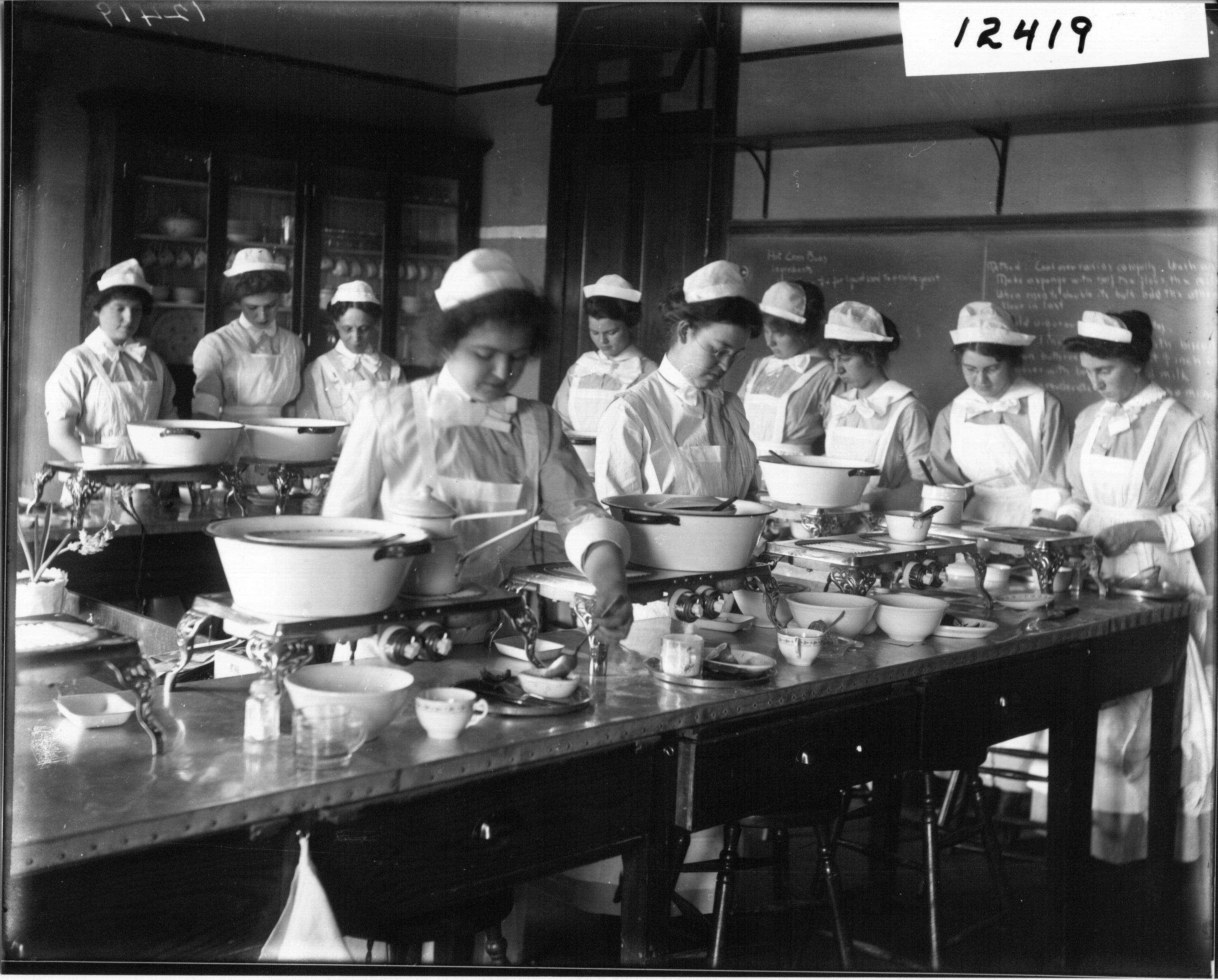
Lehrküche am Ohio State Normal College 1913

Eine andere Unterscheidungsmöglichkeit richtet sich nach der Menge der Speisen und deren Qualitätsniveau
hinsichtlich der Produktionsverfahren bzw. des -aufwands. Häufig wurden dabei umgangssprachliche Begriffe übernommen. Beispiele hierfür sind:
- Lehr- und Schulküchen, die pädagogischen Zwecken dienen. In Schulküchen werden oft nur wenige Mahlzeiten der Warmen Küche mit einfachen beispielhaften Verfahren wie Kochen, Braten, Dämpfen und Dünsten hergestellt. Als Lehrküchen dienen sie auch zur Vermittlung komplexerer Verfahren.
- Betriebs- bzw. Werksküchen, mit einem begrenzten Produktionsumfang von wenigen Gerichten der Warmen und Kalten Küche. Die Auswahl erfolgt hierbei nach den Möglichkeiten, gleichzeitig größere Mengen an Portionen zuzubereiten und auszugeben. Hier ist auch die Zubereitung von kurzgebratenen Speisen wie Wurst, Steaks und Schnitzel möglich.
- Krankenhausküchen zeichnen sich durch die Anpassung an die diätischen Anforderungen der Krankenkost aus. Hierfür liegt der Schwerpunkt der Ausstattung in der Herstellung größerer Mengen von Speisen durch schonende Garverfahren. Zusätzlich übernehmen sie meist die Versorgung der Mitarbeiter als Betriebsküche.
- Restaurant- und Hotelküchen variieren sehr stark nach dem erstellten Speisenangebot. In Hotelküchen liegt dabei häufig der Schwerpunkt auf der Zubereitung von Frühstücksgerichten, dem Eventcatering und der Versorgung von Reisegruppen, bei der gleichzeitig viele identische Gerichte fertiggestellt werden, in Restaurants mit À-la-carte-Angebot bestimmt dagegen die gleichmäßige Produktion über mehrere Stunden, meist von Mittag bis zum späten Abend den Aufbau.

Während sich die meisten Küchen fest installiert in Gebäuden befinden, gibt es Sonderformen wie Feldküchen und Bordküchen, die mobil konzipiert sind.

## Kücheneinrichtung

### Produktion
Das Marktvolumen für Küchenschranksysteme lag 2016 bei 5,7 Milliarden Euro. Zu den größten Herstellern und Händlern, die solche Systeme im deutschsprachigen Bereich verkaufen, zählen:
- IKEA, Delft, Niederlande (Metod-System)
- XXXLutz-Gruppe, Wels, Österreich
- Porta Möbel, Porta Westfalica
- Höffner, Schönefeld
- Nobia, Stockholm, Schweden
- Nobilia, Verl
- Alno, Pfullendorf
- Schmidt Groupe, Lièpvre, Frankreich
- Häcker Küchen, Rödinghausen
- Nolte Küchen, Löhne
- Schüller Möbelwerk, Herrieden
- Snaidero, Majano, Italien
- Bauformat Küchen, Löhne
- SieMatic, Löhne
- Bulthaup, Bodenkirchen-Aich

Siehe auch: Kategorie:Küchenmöbelhersteller

### Mobilität
Die Frage, ob eine Kücheneinrichtung (insbesondere Einbauzeilen mit darin enthaltenen Wasserinstallationen und Großgeräten wie Herd, Geschirrspülmaschine, Kühlschrank usw.) immobiler Teil des Hauses bzw. der Wohnung ist oder ob sie ein mobiles Element ist, das vom Bewohner eingebracht und beim Auszug wieder zu entfernen ist, wird in verschiedenen Ländern unterschiedlich beantwortet. Während in Deutschland und Österreich Kücheneinrichtungen (eventuell mit Ausnahme von Spüle und Herd) allgemein als mobil betrachtet werden, gelten sie in vielen anderen Ländern (Schweiz, Niederlande, Tschechien, Slowakei, Rumänien, Finnland, Vereinigte Staaten) als immobil. Da die Wiederverwendbarkeit einer Kücheneinrichtung in der Nachfolgeunterkunft aufgrund eines abweichenden Küchenzuschnitts beeinträchtigt sein kann, ist es in Deutschland und Österreich weithin üblich, mit dem Nacheigentümer bzw. Nachmieter eine Ablösevereinbarung zu treffen und die Einrichtung auf dieser Grundlage zurückzulassen.